# Indumentaria anglosajona

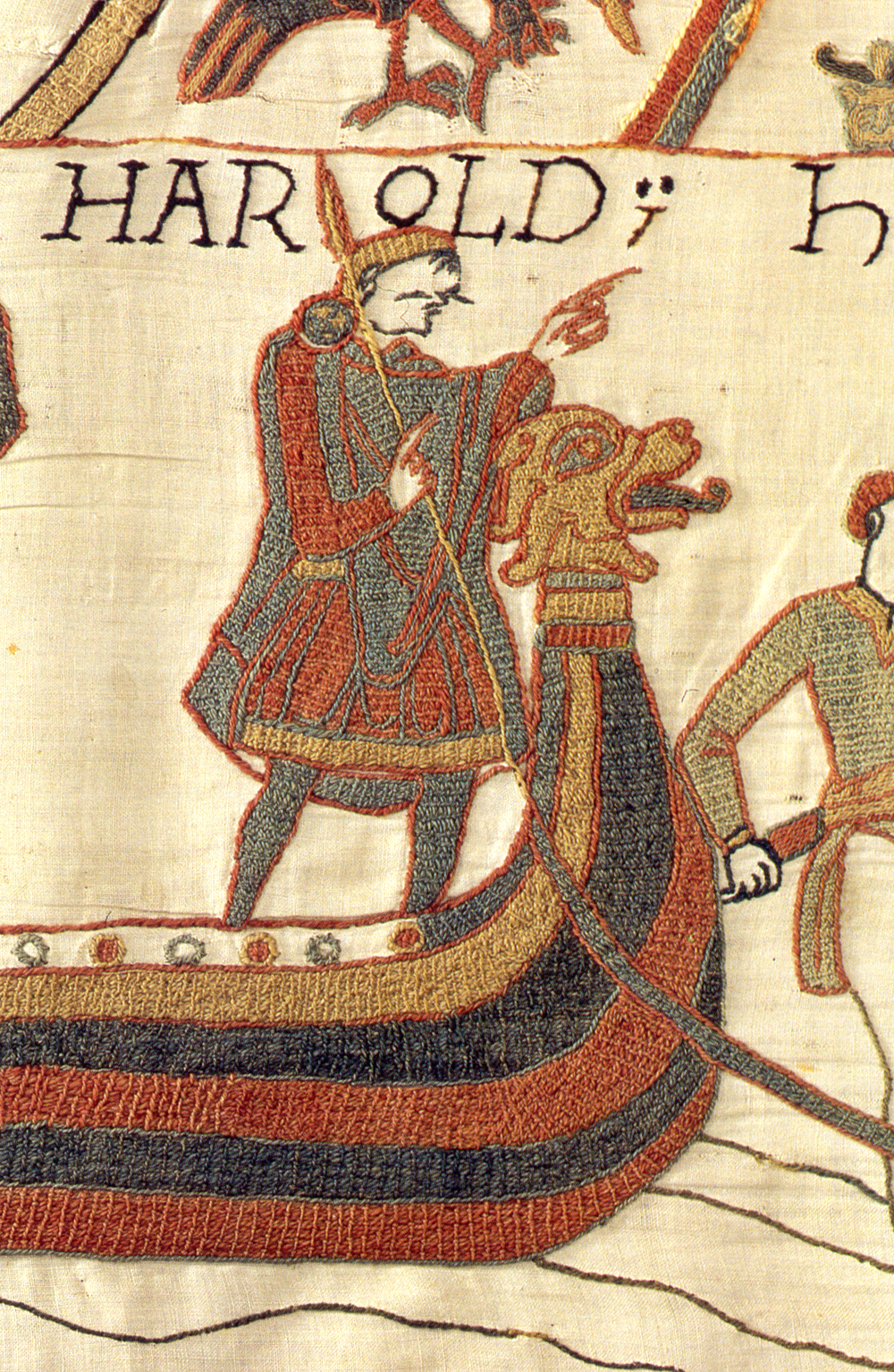
Harold Godwinson,el último rey anglosajón de Inglaterra, tal como aparece en el tapiz de Bayeux. Se le muestra con una túnica, una capa y una manguera.

Ubicación general de los pueblos anglosajones hacia el año 600.

Indumentaria anglosajona se refiere a la ropa y accesorios usados por los anglosajones desde mediados del siglo V hasta el siglo XI. Los hallazgos arqueológicos en los cementerios anglosajones han proporcionado la mejor fuente de información sobre el traje anglosajón. Es posible reconstruir la vestimenta anglosajona usando la evidencia arqueológica combinada con el arte, la escritura y la literatura europea de la época. Los hallazgos arqueológicos han apoyado y contradicho el traje característico de los anglosajones, ilustrado y descrito por estas fuentes contemporáneas.
La evidencia colectiva de los bienes funerarios del cementerio indica que la indumentaria de los hombres y el de las mujeres no era igual. La vestimenta de las mujeres cambiaba frecuentemente de siglo en siglo, mientras que la de los hombres cambiaba muy poco. Las mujeres típicamente usaban joyas, los hombres usaban pocas o ninguna joya. El comienzo del siglo VII marcó la conversión de los reinos anglosajones al cristianismo. El arte religioso, los símbolos y escritos de los años de conversión influyeron mucho en la moda de los vestidos a partir de este período, especialmente en la indumentaria y joyería de las mujeres. La investigación histórica ha demostrado que los niños anglosajones usaban versiones más pequeñas de las prendas de los adultos.
La ropa usada por los militares, la clase de élite y las órdenes religiosas era inicialmente similar a la ropa diaria del hombre y la mujer común. Con el tiempo, y con la influencia de la cultura europea, la difusión del cristianismo y la creciente prosperidad de la Inglaterra anglosajona, las prendas y accesorios específicos de cada grupo se convirtieron en el estándar con el que se identificaron.
Durante la época anglosajona, los textiles se crearon a partir de materiales naturales: lana de oveja, lino y seda importada. En los siglos V y VI, las mujeres eran las fabricantes de ropa anglosajona, tejiendo textiles en telares en sus viviendas individuales. En los siglos VII a IX, las comunidades anglosajonas pasaron lentamente de ser principalmente pequeños asentamientos a una mezcla de pequeños y grandes asentamientos y grandes propiedades. Los talleres especializados de las grandes propiedades se encargaban de la fabricación de textiles y prendas de vestir para la comunidad de las fincas. En los siglos X y XI, el crecimiento de los centros urbanos en toda Inglaterra amplió la variedad y la cantidad de tejidos, prendas de vestir y accesorios que se pusieron a disposición del público y también cambió la forma en que se fabricaban las prendas de vestir y los accesorios.

## Resumen: Inglaterra anglosajona

### Cronología anglosajona

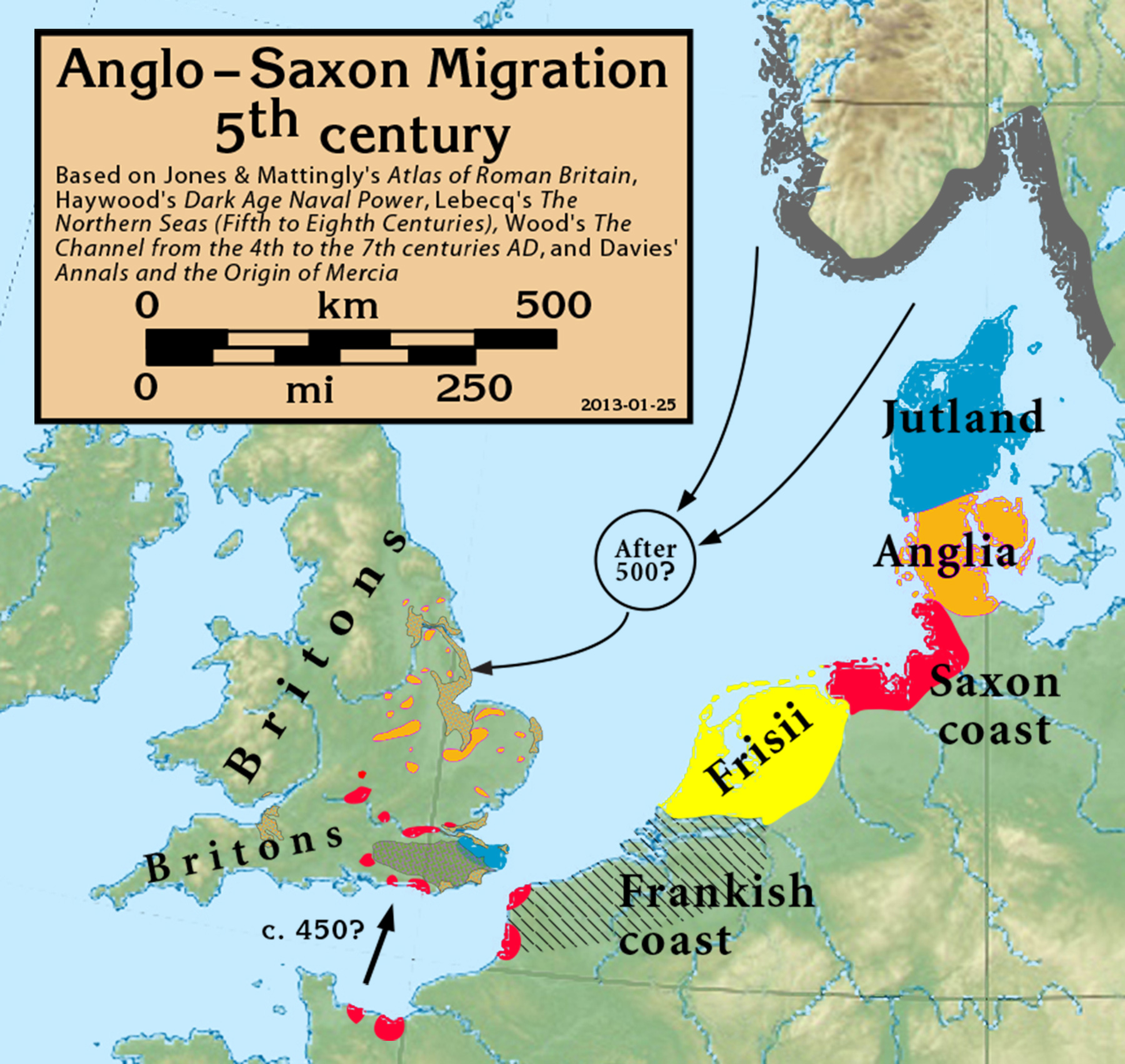
Mapa de la migración anglosajona.

El fin del dominio romano en Britania conllevó a la retirada de los ejércitos romanos a finales del siglo IV, y principios del siglo V. A mediados del siglo V llegó a Inglaterra un flujo de pueblos germánicos, muchos de los cuales abandonaron las superpobladas tierras nativas del noroeste de Europa y otros huyeron de la subida del nivel del mar en la costa del mar del Norte. La mitad del siglo V marcó el comienzo de la era anglosajona en Inglaterra.
La era anglosajona consta de tres períodos de tiempo diferentes:
- la era anglosajona temprana, que abarca desde mediados del siglo V hasta principios del VII
- la era anglosajona media, que abarca desde el siglo VII hasta el IX
- la era anglosajona tardía, que incluye los siglos X y XI.

### Identidad anglosajona
En la Inglaterra anglosajona, la ropa y los accesorios se utilizaron para establecer la identidad de género, edad, etnia, regionalidad, ocupación y estatus. Inicialmente, los primeros migrantes a Inglaterra mostraron su identidad germánica a través de sus elecciones en ropa y accesorios. Más tarde, el vestido anglosajón fue moldeado por los estilos de vestuario europeos, así como por el arte europeo y los emblemas religiosos del cristianismo. La identidad de una persona como creyente en el cristianismo se manifestaba a través del vestido. Los diseños en forma de cruz aparecen en los broches de hombro del reino de Kent a finales del siglo VI, así como pequeñas en hebillas de cinturón en el siglo VII. La ropa y los accesorios variaban desde lo funcional, lo reciclado, lo simbólico, lo elegante, lo opulento y lo elaborado. Los plebeyos generalmente poseían una prenda principal, que usaban a diario. Sus prendas a menudo se reciclaban de prendas antiguas y pasadas de moda y de artículos entregados. Las personas de mayor estatus generalmente poseían múltiples prendas de vestir y accesorios, a menudo hechas con materiales caros y de alta calidad, y decoradas con intrincados detalles.

### Evidencia arqueológica

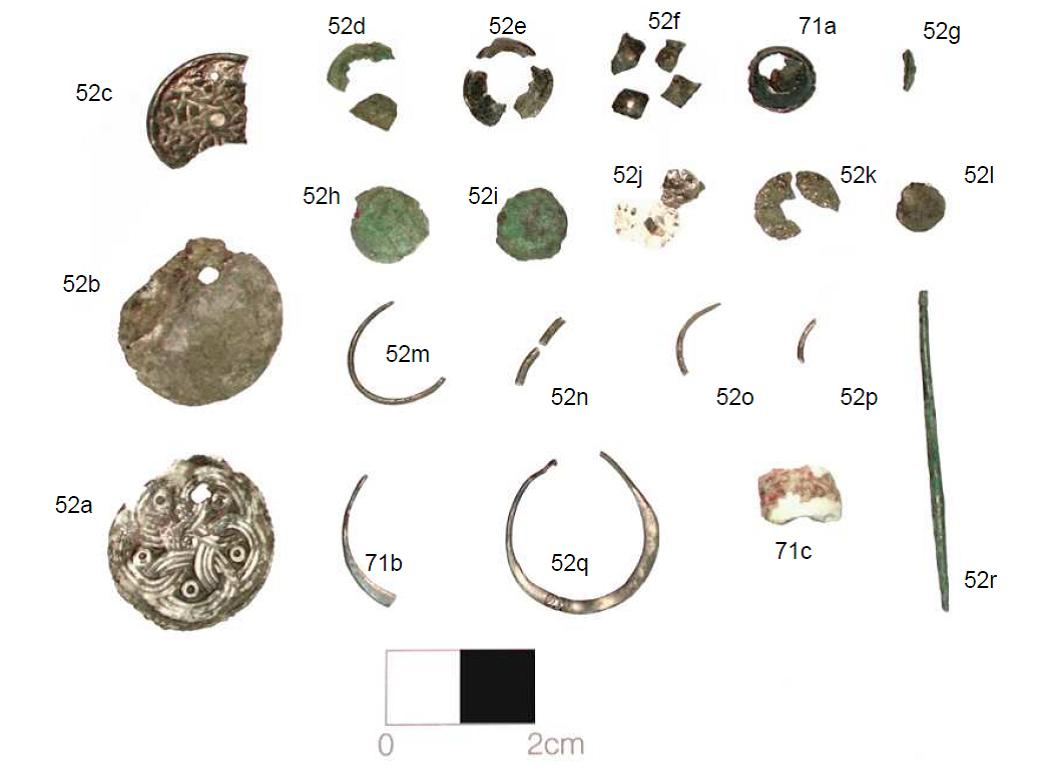
Montaje de artefactos funerarios, tumba # 2166, Milton Keynes.

Los hallazgos arqueológicos en los cementerios anglosajones han proporcionado la mejor fuente de información sobre la vestimenta anglosajona. Las prácticas funerarias paganas en la era anglosajona temprana incluía colocar objetos funerarios con el cuerpo vestido. Las excavaciones arqueológicas de esta época han proporcionado una gran cantidad de artefactos que han sido analizados y comparados con el arte, la escritura y la literatura anglosajona y europea contemporánea para reconstruir un traje anglosajón estándar. La evidencia arqueológica de entierros femeninos es abundante en los siglos V y VI. La evidencia del cementerio para entierros masculinos es limitada en comparación con entierros femeninos, principalmente con hebillas de cinturón y otros accesorios de cinturón y algunos pasadores.
El comienzo del siglo VII marcó el declive de la tradición pagana de incluir artículos funerarios en los entierros. Este cambio en la práctica funeraria coincidió con la cristianización de la Inglaterra anglosajona. A partir del siglo VIII, los artículos funerarios, a excepción de artículos simples como cuchillos y cinturones, ya no se incluían con entierros individuales. Esta falta de artefactos de vestimenta hace que a los historiadores y arqueólogos les resulte más difícil determinar qué vestían los anglosajones durante los siglos VIII al XI.
La evidencia arqueológica de los cementerios anglosajones ha apoyado y contradicho alternativamente las ilustraciones contemporáneas del traje anglosajón. Por ejemplo, hay hallazgos funerarios de anillos en los dedos, algunos grabados con nombres, en tumbas masculinas y femeninas; los anillos de dedo nunca aparecen en las ilustraciones anglosajonas. Alternativamente, el broche penanular, los aros y los anillos para el cuello que aparecen ocasionalmente en el arte anglosajón no están respaldados por ningún hallazgo de las excavaciones del cementerio anglosajón.

## Indumentaria femenina

### SiglosVyVI

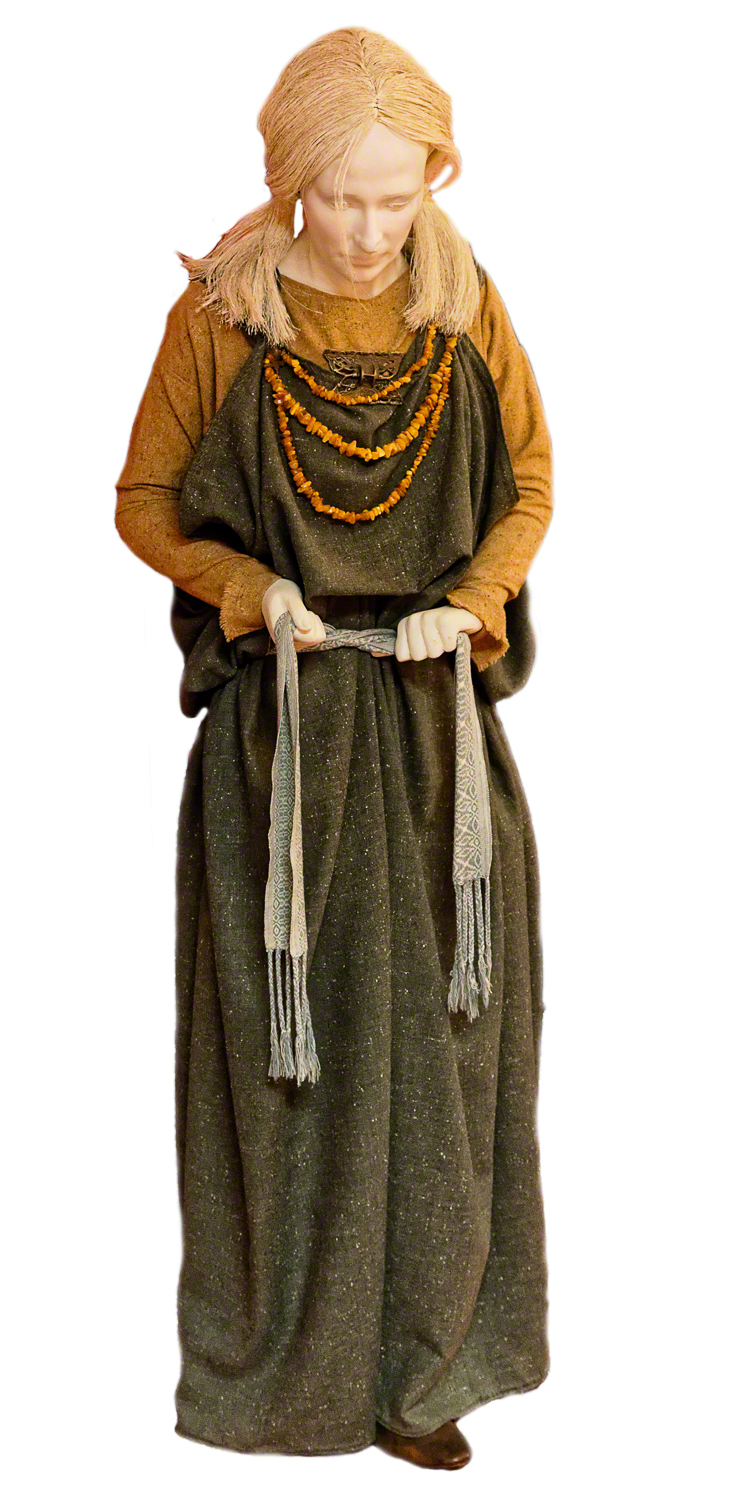
Reconstrucción del atuendo de una mujer anglosajona.

El vestuario de las mujeres de los siglos V y VI ha sido reconstruido por académicos, basándose en la evidencia arqueológica de broches usados en pares en los hombros. Los investigadores continúan llenando los vacíos actuales de conocimiento sobre la vestimenta femenina durante este período de tiempo. Se supone que el vestido femenino era hasta el tobillo —las mujeres en el arte anglosajón y más tarde en el arte medieval generalmente están representadas con prendas largas—. Actualmente, no hay evidencia arqueológica para apoyar esta creencia. Los experimentos para recrear la vestimenta femenina anglosajona temprana han dado como resultado la creación de un disfraz femenino que incluye una bata larga, con un cinturón abrochado que sostiene elementos suspendidos, incluidos cuchillos, llaves, amuletos y herramientas para tejer. El vestido largo está cubierto con unos peplos cortos, que se pueden enganchar fácilmente para alcanzar las herramientas.
La edad de una mujer a menudo designaba el traje que sería su vestido diario. El vestido y los accesorios, específicamente los peplos, el alfiler, un cinturón o faja con herramientas y llaves, eran relevantes para la edad y estado de vida de una mujer, especialmente para los años de maternidad y el matrimonio. El peplos se usaba típicamente a partir de la adolescencia y continuamente hasta que la mujer estaba en sus cuarenta años, pasada la edad de procrear. Esta prenda larga, con sus broches de hombro emparejados, era una prenda cómoda para la lactancia y podía expandirse fácilmente cuando una mujer estaba embarazada. Aunque la mayoría de los hallazgos son largos, a veces se ha interpretado como posible llevar uno corto. Aunque los peplos se llevaban tradicionalmente desde la adolescencia, la evidencia arqueológica indica que niñas ocho años ya los llevaban, pero marcaban su edad más joven sujetando sus vestidos con un broche en lugar de dos.
A partir del siglo V, las mujeres del reino de Kent llevaban un traje ligeramente diferente, influenciado por las modas del Imperio franco, que las mujeres de otras regiones de la 
heptarquía anglosajona. El traje consistía en una prenda con cierre frontal y una chaqueta de inspiración franca también con cierre frontal, que estaba sujeta por cuatro broches. En el último tercio del siglo VI, en Kent, los vestidos de las mujeres se sujetaban con una fíbula de disco ornamentado en la garganta, sustituyendo «el traje tipo de abrigo estaba sujetado por cuatro broches en dos pares combinados que se ajustaban a lo largo del abrigo». Había otras variaciones regionales del vestido de las mujeres, sobre todo en las del reino de Estanglia, donde los broches de muñeca y un tercer broche central junto con las distintivas «bandas-colgantes» eran la norma. El traje de las mujeres en toda Inglaterra se realzaba con cuentas de vidrio, pasta y ámbar y, menos frecuentemente, de cristal. Las guirnaldas de cuentas se colgaban típicamente entre los broches de los hombros, y otros grupos de cuentas a menudo colgaban de los broches, unidos a las bandas y a veces se llevaban solos.

#### Prenda principal

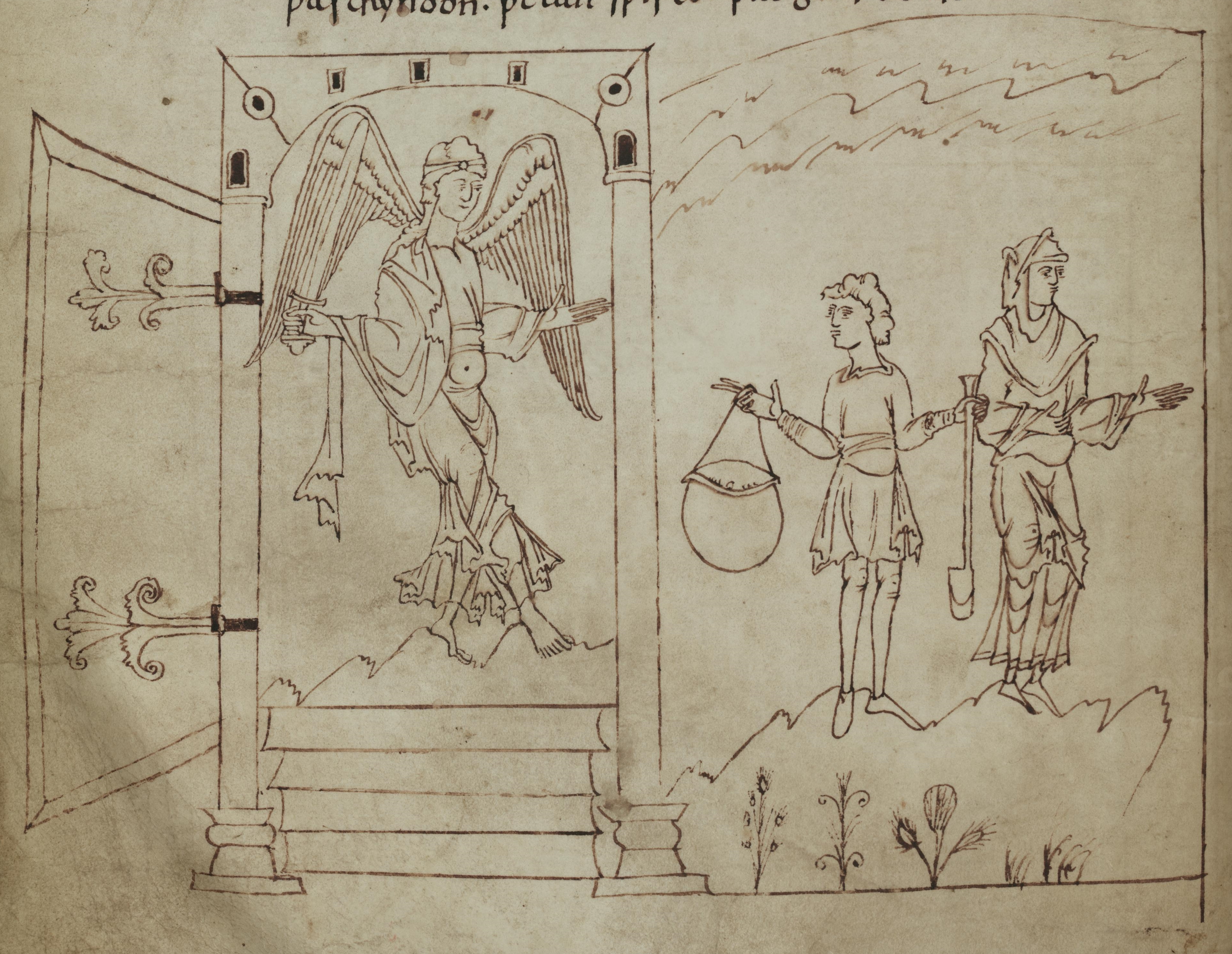
Un arcángel expulsa a Adán y Eva del Paraíso, página 46 del manuscrito de Caedmon c. 1000.

El traje típico de las mujeres de esta época era una larga prenda parecida a un peplos, que se llevaba hasta la axila y se ponía sobre una prenda de mangas, normalmente otro vestido. La prenda se abrochaba de delante a atrás mediante broches en los hombros. Las mujeres anglosajonas de esta época podían o no llevar un cubrecabeza. El vestido podía llevar cinturón o banda, y se ajustaba fácilmente a los cambios de peso de la mujer. Se desconoce lo que los anglosajones llamaban el vestido estilo peplos.
El lino o la lana podrían usarse para hacer la prenda de los peplos. Los historiadores han debatido si la preferencia de una fibra sobre la otra era una cuestión de cambios en la moda a lo largo del tiempo o estaba relacionada con las diferencias regionales. Los cambios de la moda tendieron a comenzar en el este de Inglaterra, reflejando los estilos de moda contemporáneos en Europa, y esos cambios se trasladarían lentamente con el tiempo en el reino de Wessex.
La supervivencia de las pieles es rara en los cementerios anglosajones. Es probable que los vellones y las pieles se utilizaran como forro de las prendas de vestir o como prendas exteriores de abrigo. La historiadora anglosajona de textiles y ropa, Penelope Walton-Rogers, ha identificado recientemente capas abrochadas de piel de animales, que fueron encontradas en las tumbas de mujeres anglosajonas. Un simple poncho hecho con una abertura en el cuello para la cabeza podría haber sido hecho con pieles de ovejas o ganado doméstico. La evidencia literaria confirma el uso de prendas de piel, principalmente en el período anglosajón tardío.

#### Accesorios
Las pruebas de calzado de las primeras tumbas anglosajonas son raras hasta finales de los siglos VI y VII. Los jornaleros agrícolas que aparecen arando y sembrando en los manuscritos ilustrados anglosajones trabajan descalzos, lo que puede indicar que el calzado no era la norma hasta la época anglosajona media. Los broches de ropa hechos de material orgánico son hallazgos raros, aunque las pruebas arqueológicas de los asentamientos urbanos han demostrado que los anglosajones eran hábiles en el trabajo de material orgánico, incluyendo hueso, cuerno y madera. La evidencia muestra que la piel del ganado, ciervos, cabras, cerdos y ovejas se utilizaba para hacer artículos de cuero. Aunque únicamente sobreviven pequeños restos de cuero, normalmente están unidos a las hebillas y a los cierres de las muñecas. El cuero fue probablemente usado para hacer cinturones, correas de suspensión y puños, aunque la tela también se usó para hacer esos artículos.

### SiglosVIIaIX

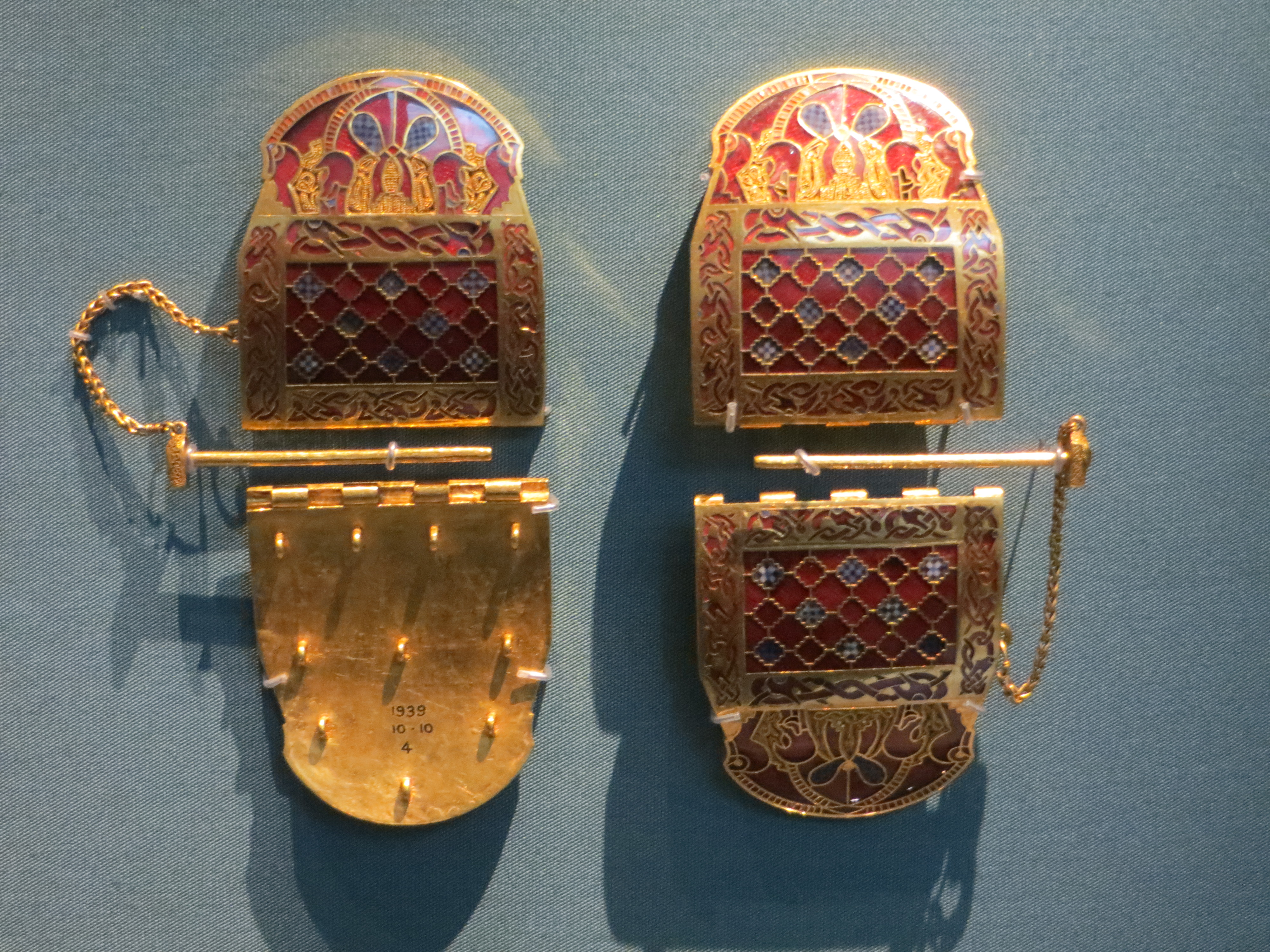
Dos cierres de hombro emparejados.

Junto con la difusión del cristianismo en la Inglaterra del siglo VII, el arte religioso y la moda europea inspiraron cambios en la vestimenta de las mujeres. Estos cambios se caracterizaron por la desaparición del broche emparejado, además de los pequeños broches anulares y penanulares; ocasionalmente se usaban también cierres elaborados y redondos individualmente. Los alfileres unidos aparecieron durante el siglo VII. Había menos adornos de cuentas que antes, y el ámbar desapareció en gran parte durante este período de tiempo.

#### Prenda principal
Los cambios en la vestimenta de las mujeres anglosajonas comenzaron en la segunda mitad del siglo VI en el reino de Kent y se extendieron a otras regiones a principios del siglo VII. Estos cambios en la moda muestran la influencia decreciente del norte de Europa y la creciente influencia del reino franco y del imperio bizantino, así como un renacimiento de la cultura de la Antigua Roma. El lino se utilizó más ampliamente para prendas de vestir y ropa interior. Aunque hay pocas pruebas que demuestren si las mujeres llevaban medias o mallas bajo sus vestidos, es más que probable que estas medias se usaran, ya que los hombres típicamente las usaban durante este período.

#### Accesorios
Durante este período, las joyas para mujeres, además de los broches utilizados para sujetar la ropa, consistían en simples adornos para el cuello de pequeñas cuentas de cristal o hilos de cuentas colgados en anillos de metal, ensartados de hombro a hombro sobre las prendas. Esta moda se mantuvo hasta finales del siglo VII. Este período es notable por el declive de la moda del broche emparejado. Las cuentas de amatista comenzaron a aparecer en esta época, junto con collares de alambre de oro y plata, y, como símbolo de ser cristiano, pequeñas cruces de joyas. Ocasionalmente, se usaban elaborados broches redondos en la garganta. Los alfileres unidos aparecían ahora entre los bienes funerarios. Sin embargo, había menos adornos de cuentas que antes, y el ámbar ya no se usaba.

### SiglosXyXI

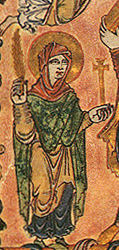
La Virgen María con vestimenta anglosajona, New Minster Charter, 966

En los siglos X y XI, el crecimiento de las ciudades en toda Inglaterra amplió la variedad y cantidad de textiles, ropa y accesorios que se pusieron a disposición de las mujeres anglosajonas. Los textiles y accesorios pudieron ser producidos en masa haciendo estos artículos más asequibles. Para las mujeres más ricas, se podían obtener fácilmente materiales más finos y ropa y joyas más opulentas.

#### Ropa de abrigo
Muchos nombres para la capa aparecieron durante este período de tiempo, incluyendo basing, hacele, mentel y rift. Un manto simétrico que cubre los hombros y se sujeta con un broche estuvo de moda en este período, pero su popularidad fue disminuyendo. Los mantos encapuchados sujetos con un broche circular se describen en la literatura de este período.

#### Prenda principal
Las mujeres que llevaban una sobreprenda sin mangas, con o sin capucha, se pueden ver en las representaciones artísticas de este período de tiempo. Las mujeres en el arte anglosajón tardío son representadas usando prendas con capucha: ya sea una bufanda envuelta alrededor de la cabeza y el cuello o una cubierta de cabeza sin conexión con una abertura para el rostro. Se asumió que el estilo con capucha fue influenciado por el arte del Oriente Próximo. Las mujeres se representan usando vestidos a medida hasta los tobillos. Los vestidos son a menudo representados con un borde distintivo, a veces en un color contrastante. En el siglo X, los brazos de las mujeres se encuentran típicamente cubiertos. Las mangas se ven rectas, con un ligero toque al final. Los trenzados o bordados a menudo decoran los bordes de las mangas. En el siglo XI, múltiples estilos de mangas se pusieron de moda.
Hay pocas pruebas que demuestren si las mujeres llevaban medias o mallas bajo sus vestidos en los siglos X y XI, aunque es probable que estas prendas de vestir se usaran, ya que los hombres solían llevarlas durante este período.

#### Accesorios
Las bandas o fajas y cinturones con hebillas que eran populares en los siglos V y VI, con herramientas y objetos personales suspendidos del cinturón, pasaron de moda en el siglo X.
En el arte de este período, las mujeres usan simples zapatos de tobillo y zapatillas, generalmente de color negro, pero con una franja de color en contraste en la parte superior del zapato. Hallazgos arqueológicos de este período demuestran que se usaban varios estilos de zapatos femeninos.

## Indumentaria masculina
Las excavaciones funerarias anglosajonas han descubierto poca evidencia de lo que los hombres usaron durante este período. Las armas se enterraban a menudo con los cuerpos de los hombres, pero los accesorios de vestir eran menos probables de encontrar excepto las hebillas de los cinturones. La falta de cierres y broches en las tumbas masculinas provocó que quedaran pocos restos textiles de ropa masculina. Los pocos fragmentos textiles que se han encontrado, afortunadamente se encontraron en buenas condiciones para su análisis.
Para reconstruir el traje de los hombres del período anglosajón, se puede hacer una revisión de la escritura, el arte y los hallazgos arqueológicos en el noroeste de Europa y Escandinavia de los siglos anteriores y durante la época anglosajona. Los romanos del siglo II describieron el uso de prendas de piel y cuero entre las tribus germánicas. Con la introducción del telar ponderado por la urdimbre en (alrededor del año 200), las prendas de lana habrían estado disponibles para los hombres y podrían haber reemplazado o disminuido la dependencia y las prendas de piel y cuero.

### Siglos y

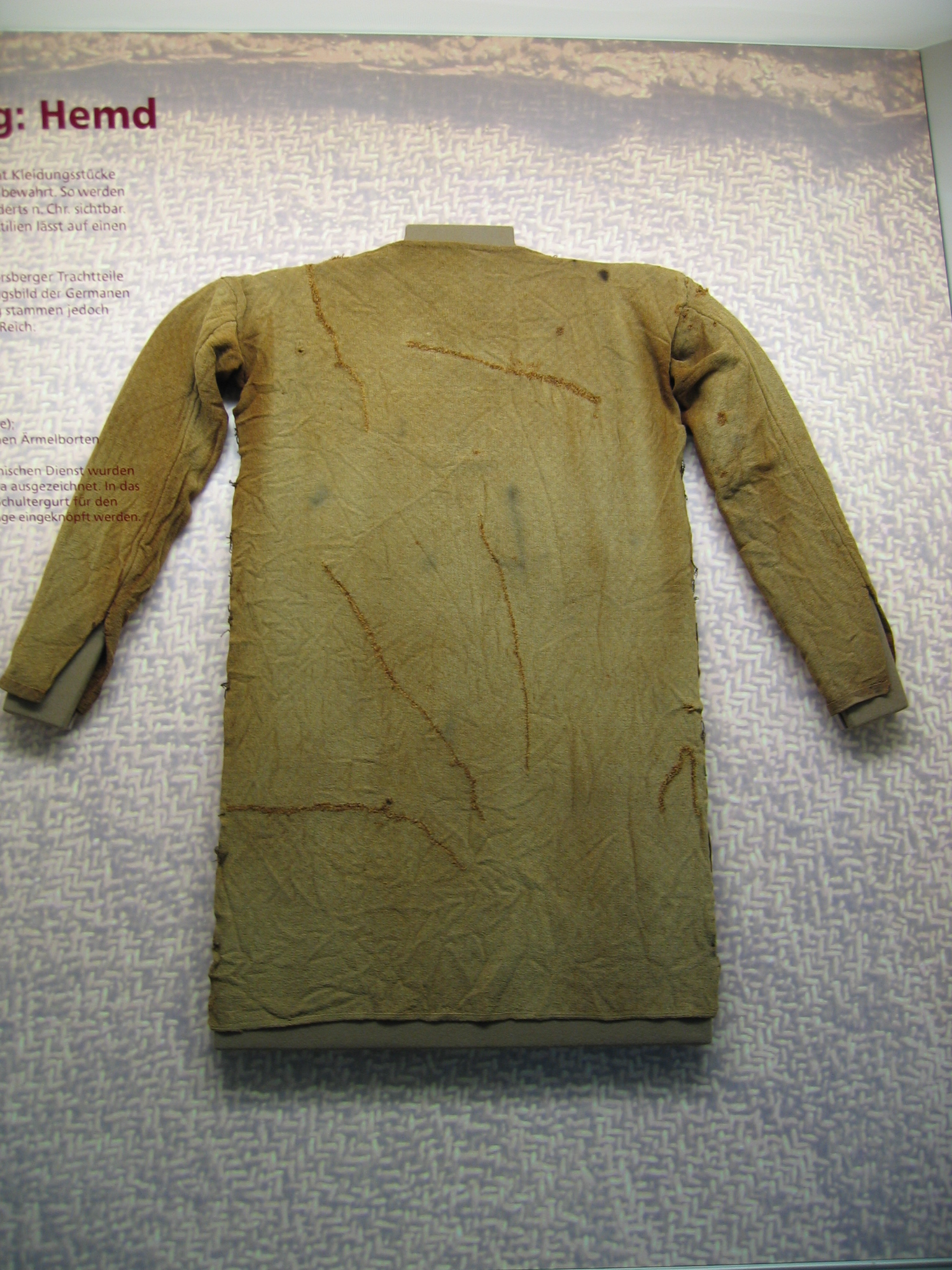
Túnica germánica del encontrada en el páramo de Thorsberg.

### SiglosVyVI

#### Ropa de abrigo
Los hombres anglosajones de la Inglaterra de los siglos V y VI se vestían igual sin importar el rango social. La moda de esta época consistía en la capa, la túnica, los pantalones, las medias o mallas y los accesorios. Las capas cortas hechas de textiles se ven en las esculturas romanas de los cautivos germanos. Se ha determinado que las capas estaban compuestas de tela y se ajustaban a un hombro. Hombres con capas de estilo similar, con broches circulares, aparecen en dibujos y pinturas anglosajonas de la última época. Es probable que este estilo de ropa fuera usado por las tribus germánicas en el continente incluso más tarde cuando emigraron a Inglaterra. Los artefactos funerarios masculinos de los siglos V a VII rara vez incluyen broches; cualquier trabajo en metal que se haya descubierto suele ser un alfiler que se encuentra en la zona del pecho del cuerpo. Es probable que los hombres de este período utilizaran broches de material perecedero, aseguraran sus mantos con cordones de cuero o tela, se cubrieran con mantos sin usar broches, o utilizaran mantos estilo poncho.
Debido a la falta de hallazgos en los entierros de hombres anglosajones, los arqueólogos han buscado en escritos de períodos anteriores de Europa y en hallazgos de siglos anteriores de turberas escandinavas para predecir lo que los hombres anglosajones podrían haber usado. Es probable que se usara una capa corta, forrada de piel, con la piel del animal mirando hacia afuera y la piel rozada contra la ropa interior.

#### Prenda principal

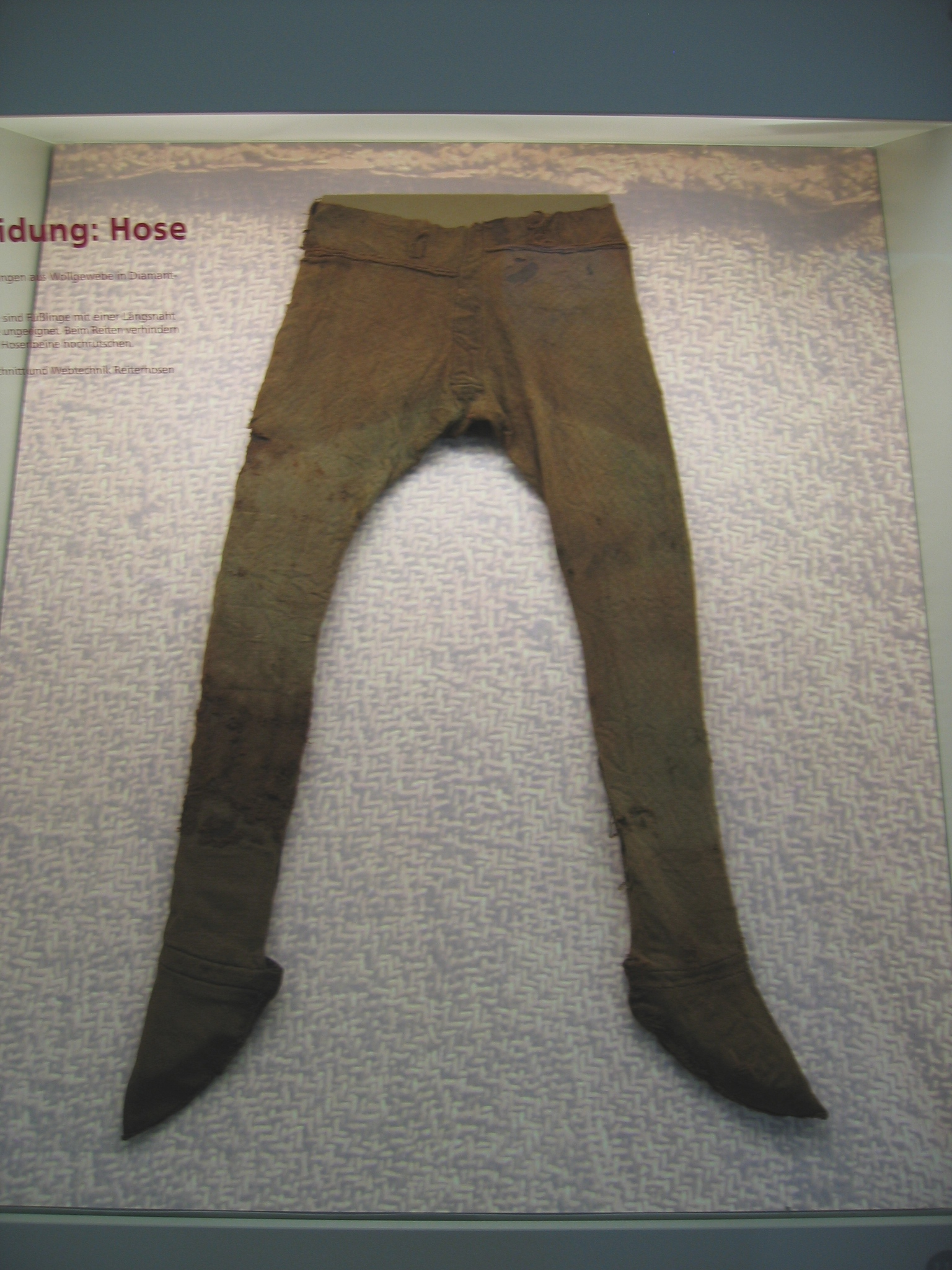
Pantalones de hombres germánicos del.

Los escritores romanos y la escultura de los hombres germánicos representan túnicas hasta la rodilla o más cortas con mangas cortas o largas. Los cierres no eran necesarios para mantener la túnica unida porque cuando se tiraba de la cabeza se ajustaba alrededor del cuello sin el uso de cordones o corbatas, lo que indicaba que la prenda era una pieza continua. Normalmente se usaba un cinturón o faja con la túnica y podía tener una hebilla y, como afirma el historiador anglosajón Gale Owen-Crocker, «se colocaba sobre el cinturón».
Los historiadores están razonablemente seguros de que los hombres anglosajones llevaban pantalones. El poeta romano Ovidio describió el uso de pantalones por los bárbaros germánicos. Los pantalones hasta el tobillo también se ven en las esculturas romanas de hombres germánicos, a menudo con una túnica corta, atada alrededor de la cintura con un cinturón o drapeado. Es probable que los hombres anglosajones llevaran pantalones anchos o estrechos, con cinturón en la cintura y posiblemente unidos a las piernas con ligas o polainas. Si estaban sueltos, el material sobrante se amontonaba alrededor de la cintura y, como describe Owen-Crocker, «se colgaba en pliegues alrededor de las piernas». Las mallas probablemente acompañaban a los pantalones estrechos.

#### Mallas y calzado
Las prendas de vestir para las piernas, o mallas o calzas, solían usarse en pares; estos artículos servían como protección adicional para las piernas. Los documentos lingüísticos de esta época revelan que los primeros hombres anglosajones usaban dos tipos de prendas para las piernas. El primer tipo de mallas habría sido una media de cuero o de tela; el segundo tipo era muy probablemente tiras de tela o lana atadas alrededor de la pierna. Las tiras atadas a las piernas tenían el beneficio adicional de poder enrollar la tela alrededor o cubrir el pie para dar más calor y protección.
No se ha encontrado calzado en los cementerios anglosajones de los siglos V y VI. Es probable que especialmente los trabajadores agrícolas, anduvieran descalzos, aunque la documentación lingüística ha revelado que había varios tipos de zapatos en circulación durante este período de tiempo: zapatillas cuero crudo y cubiertas para pies en forma de bolsa. Es muy probable que los anglosajones se cubrieran los pies descalzos, excepto cuando trabajaban. Los zapatos presumiblemente habrían sido hechos de cuero y asegurados con correas. Los sombreros y las capuchas se usaban comúnmente, así como los guantes y los mitones.

#### Accesorios
El único accesorio masculino que se encuentra frecuentemente en los cementerios anglosajones es el cinturón. La fabricación de cinturones para hombres tiende a ser más elaborada que la de las mujeres. Se han descubierto restos de cuero unidos a las hebillas en las tumbas de los hombres, lo que hace más que probable que los cinturones de cuero fueran un accesorio de ropa común. Los hombres solían llevar un cuchillo, otras herramientas, y a veces amuletos en la cintura.
Se encontraron joyas en muy pocas tumbas de hombres de este período. Algunas cuentas han sido descubiertas en algunos sitios de entierro masculinos y pueden haber sido decoración para un cinturón o un arma. La evidencia literaria anglosajona de este período sugiere que los hombres usaban anillos con frecuencia, pero se han descubierto muy pocos anillos en las tumbas de hombres anglosajones.

### SiglosVIIaIX
Esta era marcó la desaparición de las tumbas amuebladas, pero también se vieron la instalación de algunos de los entierros masculinos más ricos de la era anglosajona. El mejor ejemplo es el entierro en barco de Sutton Hoo, que data de principios del siglo VII. Se ha determinado que es el entierro de un rey.
Escritos de un historiador del siglo VIII, Paulus Catena, describen a los pueblos germánicos que habitaban en la península italiana durante este período de tiempo, «En efecto, sus ropas eran amplias y especialmente de lino, como los anglosajones estaban acostumbrados a tener, adornadas con bordes bastante amplios de tejidos en varios colores». La descripción de Paulus de que los anglosajones usaban lino es confirmada por los escritores del siglo VIII, Bede y Aldhelm. El lino era probablemente la tela preferida sobre la lana para las prendas usadas en la Inglaterra anglosajona del siglo VIII.
Hay varias referencias de ropa en las cartas de los siglos VII y VIII. Cartas entre el rey Offa de Mercia y el emperador franco Carlomagno demuestran que la ropa en la Inglaterra anglosajona era similar a la del Imperio carolingio de Francia. Este traje ha sido descrito como una túnica corta sobre camisa de lino y bragas de lino con mallas largas. En invierno, se usaba una capa sobre el traje.

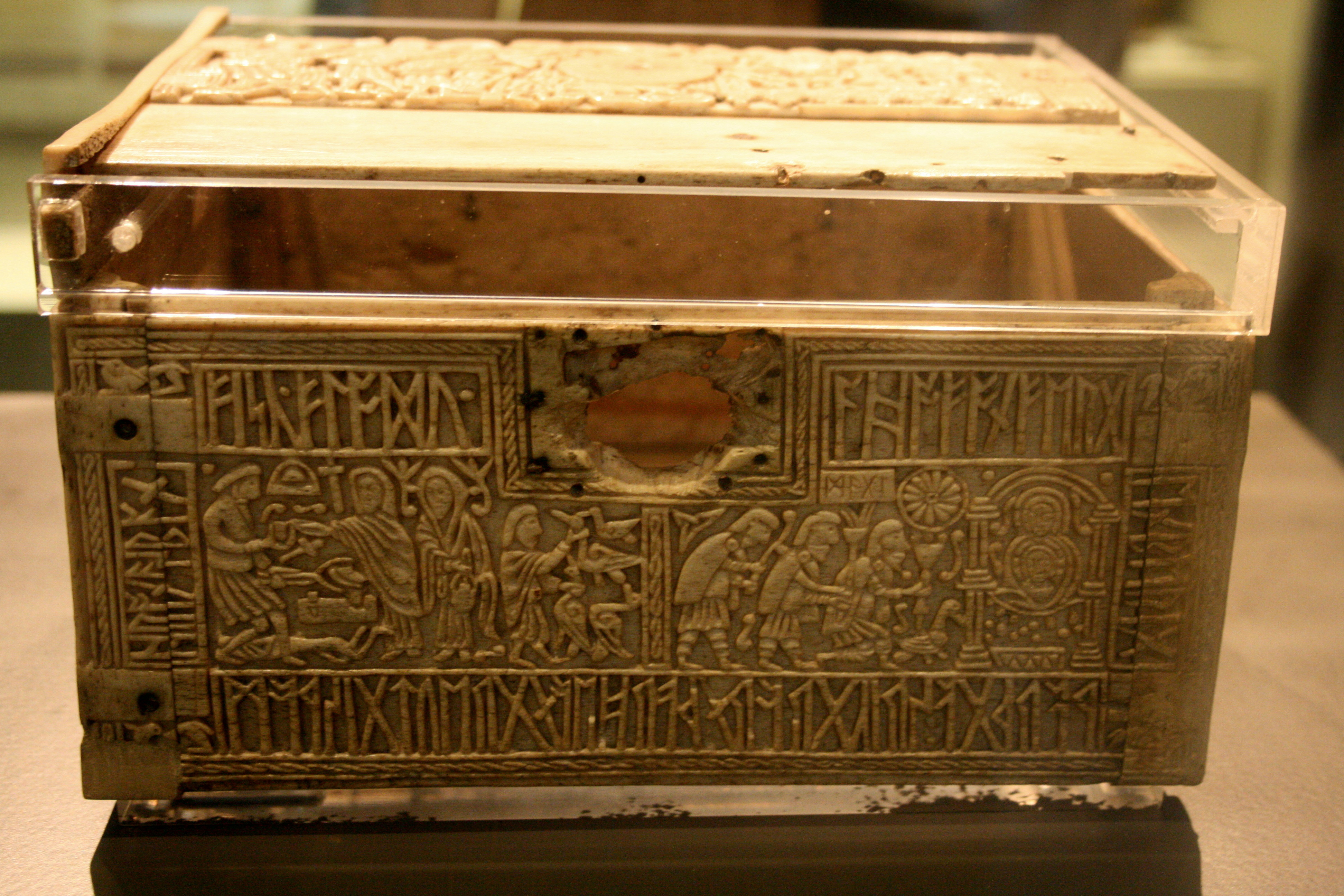
Cofre de Auzon del con la representación de indumentaria anglosajona.

#### Ropa de abrigo
La capa de este período, incluye el estilo de capa que se ve en el Cofre de Auzon, realizada con tela rectangular, y sujetado de manera que la capa parecía estar plisada o doblada, estaba sujeta en el hombro derecho con un broche. Una vez en su lugar, el broche se dejaba unido a la prenda para que la capa se deslizara sobre la cabeza. El arte del siglo IX muestra algunos estilos diferentes de capa: con capucha, sin capucha con un cuello con volantes, y las capas plisadas dispuestas sobre los hombros y atadas a la cintura por un cinturón. Estos cinturones eran más estrechos que antes del período sajón, con menos herramientas colgando de ellos. La recapitulación sobre la capa hizo una aparición durante esta era. Este abrigo hasta la rodilla envuelto sobre el frente del cuerpo. Sus mangas eran, como dice Owen-Crocker, «profundas, [con] puños decorados que [eran] en su mayoría rectos». Las capas de los hombres comunes eran simples y menos decoradas que las capas de los hombres más ricos.

#### Prenda principal
Las figuras humanas comienzan a aparecer en el arte durante este período. La mayoría de las figuras masculinas que se muestran en el arte anglosajón usan túnicas cortas, por encima de la rodilla y ceñidas. Las túnicas cortas se usaban con mayor frecuencia, pero las túnicas más largas se ven en la escultura de este mismo período. El escritor del siglo VIII Aldhelm describe una camisa de lino que se usa debajo de una túnica. Otros escritos contemporáneos describen el uso de la ropa interior. Es posible que las telas de lomo se usaran como ropa interior o por sí solas si no se usaba una túnica.
Los pantalones continuaron siendo usados por los hombres. Tradicionalmente usados bajo una túnica corta o con una capa pequeña, generalmente eran hasta el tobillo. La chaqueta también apareció durante este tiempo. Para aquellos que podían permitírselo, la chaqueta estaba hecha de piel, mientras que las menos costosas estaban hechas de lino. Esta chaqueta era hasta la cintura y tendía a tener un cuello ancho.]

#### Mallas y calzado
Las polainas y las mallas continuaron usándose desde el siglo VII hasta el siglo IX. La moda franca para la liguería elaborada fue muy popular en el siglo VII.
Desde principios del siglo VII, los zapatos se volvieron más abundantes como artefactos funerarios. Un sitio de entierro en Banstead Downs descubrió un esqueleto masculino con botines de cuero suave que incluía ojales para tiras de cuero. Este estilo de arranque es similar a los hallazgos arqueológicos para el mismo período en York.

#### Accesorios y joyería
Los hallazgos arqueológicos indican que el cinturón siguió utilizándose en el traje masculino anglosajón desde el siglo VII hasta el IX. Los cuchillos se suspendían a menudo de los cinturones y, a principios del siglo VII, empezaron a aparecer gavillas de cuero con cuchillos. Las bolsas de cuero y tela hacen su aparición inicial durante este período de tiempo. Muchas de las hebillas eran simples y pequeñas, aunque se han descubierto hebillas más elaboradas y opulentas. Los entierros de Kent incluyen varias hebillas triangulares grandes de cinturón en tumbas masculinas. La conversión de la Inglaterra anglosajona al cristianismo se demuestra en la aparición de hebillas con los símbolos de la cruz y el emblema del pez. Como se ve en la escultura de Santa María Bishophill en York de dos hombres anglosajones, los cuernos podían estar suspendidos del cinturón.
Los broches han sido raros en los hallazgos arqueológicos de este período, pero es probable que los alfileres de cabeza de disco y otros alfileres fueran usados por los hombres como se han encontrado en los asentamientos anglosajones. El broche de quoits es un tipo muy temprano. Los broches de disco como el Harford Farm Brooch aparecen en el arte anglosajón a principios del siglo VII, pero no han sido descubiertos como hallazgos arqueológicos en tumbas masculinas. A principios del siglo IX, el oro era escaso, y rara vez se encontraba en los broches. Los broches se creaban típicamente con metal base o plata; el broche de Fuller y el de Strickland son ambos de plata, al igual que el broche anglosajón de Ædwen. El siglo IX inició la elaboración de anillos para los dedos en la moda anglosajona.
Los guantes se usaban comúnmente en la Inglaterra anglosajona a principios del siglo VIII. Los cetreros usaban guantes y se han encontrado representaciones de guantes en la escultura anglosajona. La evidencia arqueológica ha demostrado que en Europa se han encontrado guantes elaborados con material fino. Esta calidad y estilo de guantes podría haber emigrado fácilmente a Inglaterra.

### SiglosXyXI

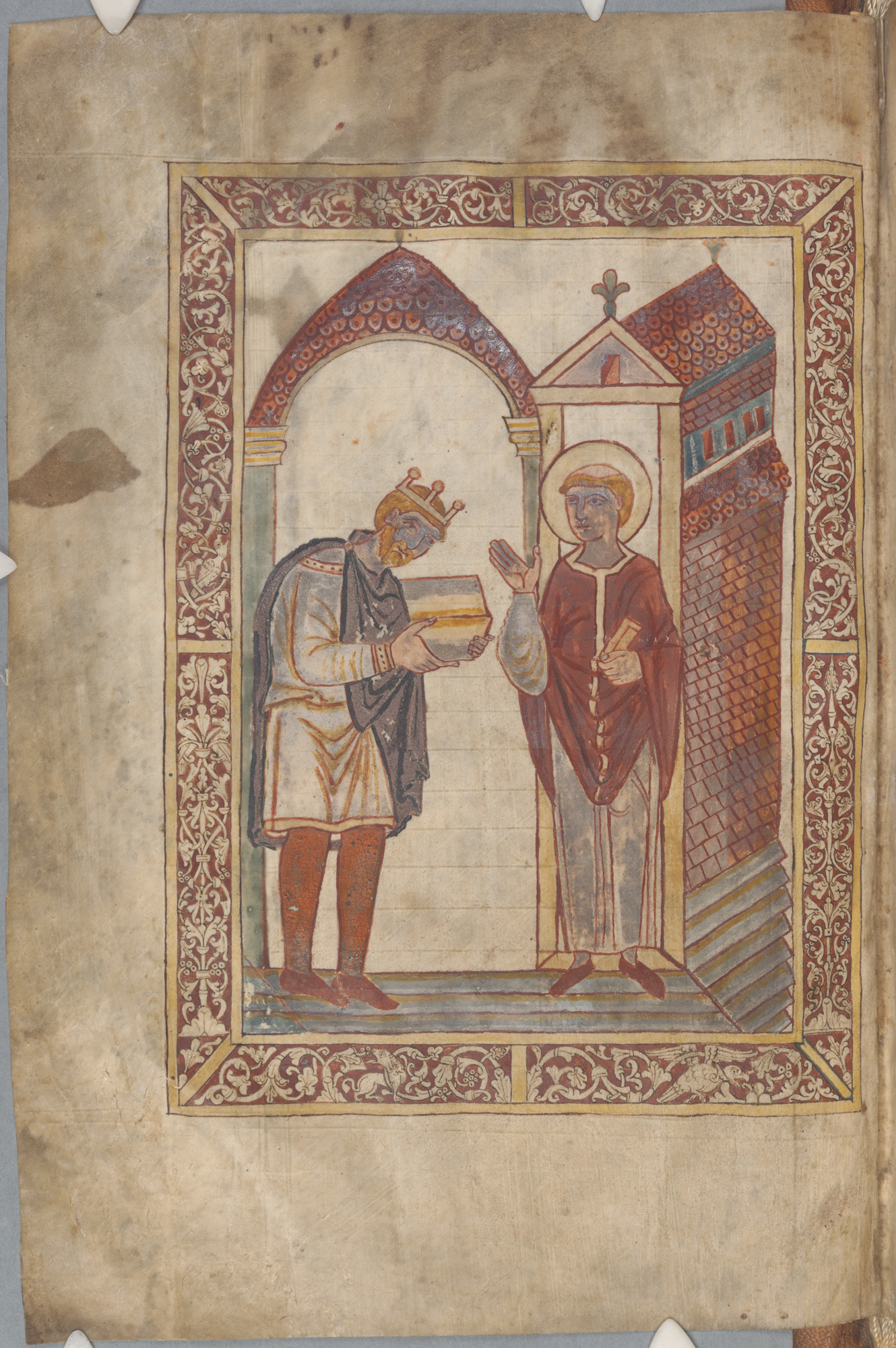
Athelstan presentando un Evangeliario a san Cutberto de Lindisfarne (934).

Las pruebas literarias, lingüísticas y artísticas de los siglos X y XI revelan muchos ejemplos de la moda masculina. Hay una variedad de trajes representados, prendas más cortas para el hombre medio y prendas más largas para los individuos de élite. Diferentes ocupaciones y funciones, como la agricultura, la caza y el soldado requerían diferentes estilos de ropa.

#### Ropa de abrigo
Las capas se usaban en interiores y exteriores y cubrían tanto las prendas cortas como las largas. Las capas eran de forma rectangular o cuadrada, sujetas con un broche y no solían estar hechas a medida. Los broches circulares eran el estilo de broche más común usado por los hombres en esta época.

#### Prenda principal
La túnica corta siguió siendo la prenda estándar de los hombres anglosajones. Normalmente se llevaban hasta las rodillas, pero a veces se usaban más cortas. La túnica continuó siendo atada a la cintura por un cinturón o faja. Lo más probable es que la tela de la túnica se uniera a los lados, y la abertura del cuello probablemente se atara con una cuerda, cinta o tela. Se cree que las mangas eran cortas o largas, y que las mangas más largas probablemente actuaban como una prenda interior. La ropa interior continúa usándose y está más detallada en decoración. Camisas de lino o una prenda similar a un camisón podría ser usada bajo la prenda principal.

#### Mallas y calzado
El arte de este período, incluyendo el Tapiz de Bayeux indican que los hombres continuaron usando mallas y calzas. Las cubiertas de las piernas a menudo cubrían los zapatos y probablemente cubrieron el pie. Es probable que el material fuera hecho de tela tejida ya que el tejido de punto no se introduciría en Inglaterra hasta el siglo XVI.
Las excavaciones en los últimos anglosajones y anglovikingos Londres, Winchester y York han dado a luz muchos zapatos: de suela plana, de cuero «zapatos de vuelta» —hechos al revés y luego volteados—, y zapatos con correa. El tipo de zapato más común es el zapato hasta el tobillo, pero también se han encontrado zapatillas más bajas y botas más altas. Los zapatos planos, negros con una raya blanca en la parte superior son el típico calzado masculino visto en el arte anglosajón durante este período de tiempo.

#### Accesorios y joyería
Los cuchillos, suspendidos de cinturones y fajas, ya no aparecen en el arte anglosajón de este período.
Los broches de los siglos X y XI son típicamente circulares. Los más opulentos son de plata, otros de metal común. Los pequeños y redondos, usados como sujetadores de la capa, son a menudo representados en hombres en el arte anglosajón tardío. Otros tipos de broches que han sido descubiertos en entierros anglosajones tardíos no se ven en el arte anglosajón durante este período.

## Indumentaria infantil
Los bienes funerarios identificados como pertenecientes a niños son escasos en los cementerios anglosajones. La poca evidencia sugiere que los niños usaban ropa similar a la de los adultos. Los artefactos infantiles que se han encontrado, incluyen brazaletes de muñeca y tobillo, anillos de cuello, pequeños cuchillos y cuentas. El accesorio más común encontrado en las tumbas de niños son las cuentas, usada individualmente o en pequeñas cantidades. Tanto los niños como las niñas podían ser enterrados con una hebilla de cinturón, aunque las hebillas no solían usarse hasta la edad adulta. La ropa de los niños y la de los adultos muestran diferencias en el tipo de material que se utilizó. En las tumbas de niños se encuentra un mayor porcentaje de lino que en los entierros de adultos. El lino puede haber sido preferible para la ropa de los niños, ya que era mucho más fácil de lavar repetidamente que la lana.
Las ilustraciones y pinturas de los siglos VI a XI en Inglaterra, siempre representan niños varones. Se les suele ver con túnicas cortas y camisas. Los bebés son retratados con vestidos largos, y o bien no llevan velo o llevan un velo similar al de las mujeres de la época.

## Indumentaria y estatus

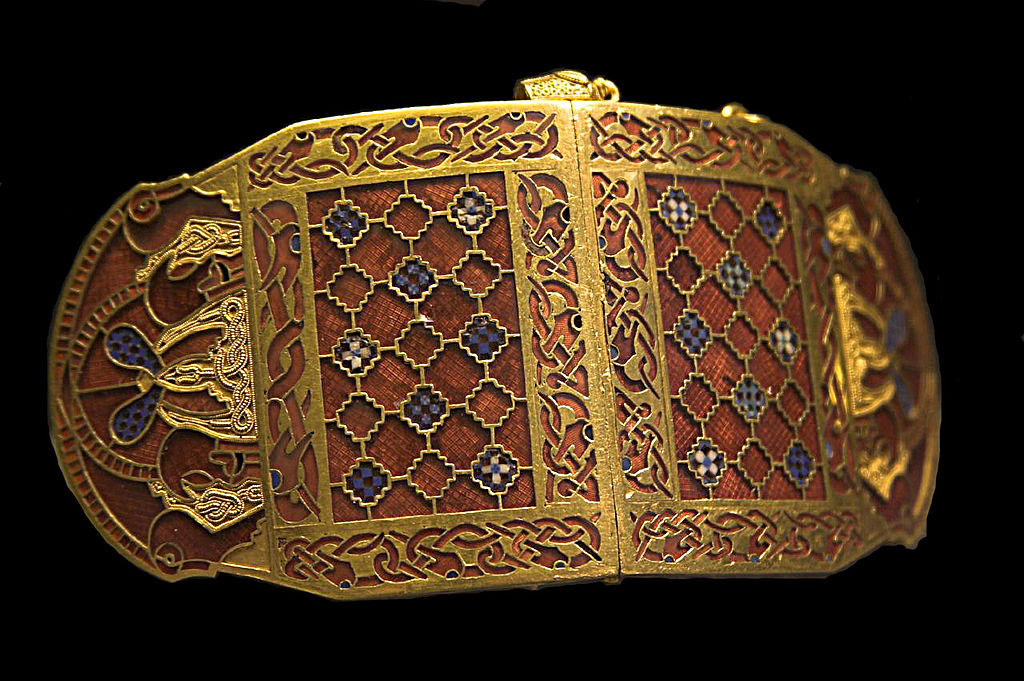
Un broche-cierre de hombro del para un rey anglosajón. (Sutton Hoo)

La riqueza de un anglosajón podría medirse por el número y variedad de prendas, accesorios y joyas que poseía y la calidad de esos artículos. El estatus en la joyería se reflejaba en el tamaño, la complejidad y el uso del oro, la plata y el granate. Hombres y mujeres más ricos poseían calzado a principios de la era anglosajona, un período en el que muchos anglosajones probablemente iban descalzos. Los ricos a menudo tenían ropa nueva y usaban la última moda en ropa y accesorios.
La evidencia documental ha demostrado que los tejidos de lujo eran abundantes en la Inglaterra anglosajona. Estos materiales incluían sedas importadas, y tejidos y prendas de vestir bordado con oro. La mayoría de estos extravagantes artículos se usaban principalmente como vestimenta religiosa, pero también es muy probable que la realeza y los miembros más ricos de la sociedad anglosajona poseyeran ropa opulenta y cara.

### SiglosVaVII

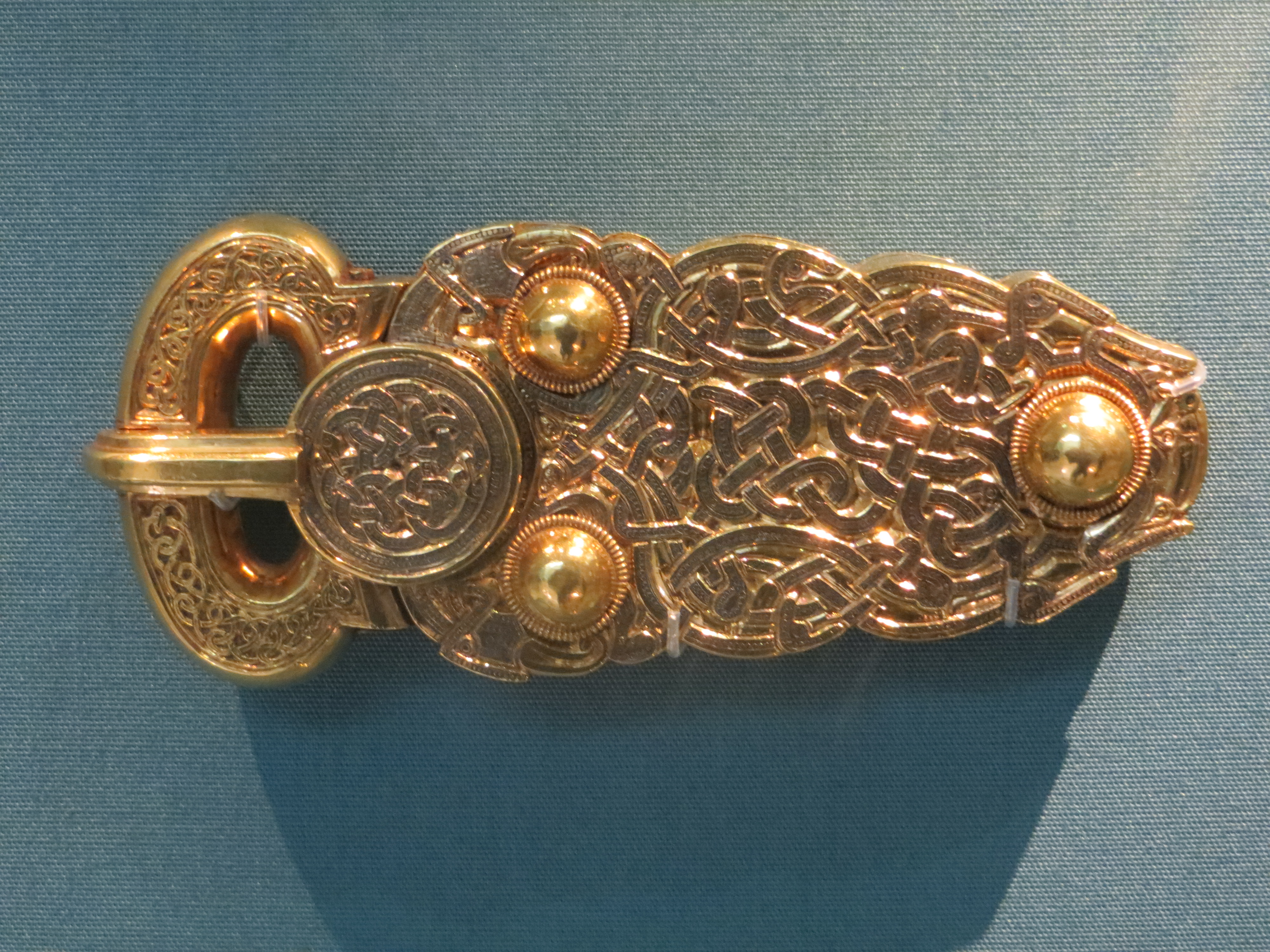
Sutton Hoo hebilla del cinturón,

La prosperidad se caracterizaba por la posesión de oro: hebillas, broches y bordados de oro o brocados en las prendas. Las hebillas y cierres ornamentados identificaban al portador como hombres importantes del siglo VII. La chaqueta también apareció durante esta época. Para aquellos que podían permitírselo, la chaqueta era de piel mientras que las menos costosas eran de lino. Las capas tejidas en pelo, que probablemente imitaban la piel en su efecto peludo, eran una alternativa de alto estatus para los hombres en el siglo VII. El hombre extremadamente rico enterrado en el año 625 en el Sutton Hoo Ship Burury (montículo 1) fue provisto de dos pares de zapatos, varias capas teñidas de amarillo, y posibles juegos alternativos de equipo de cinturón con joyas.

El guerrero del Montículo 1 de Sutton Hoo puede caracterizarse como equipado a la manera de un general romano... Su casco está modelado en última instancia en un casco de desfile de la caballería romana del siglo IV, su escudo es similar a un artículo de desfile decorado de gran tamaño, y los cierres de los hombros decorados en oro y granate probablemente sujetaron una túnica de cuero e imitan las charreteras de la armadura corporal romana. También poseía una camisa de correo de anillo, mientras que una llamativa hebilla de cinturón de oro y granate y los accesorios de oro de su espada y cinturón ayudan a completar el cuadro.

### SiglosVIIIyIX

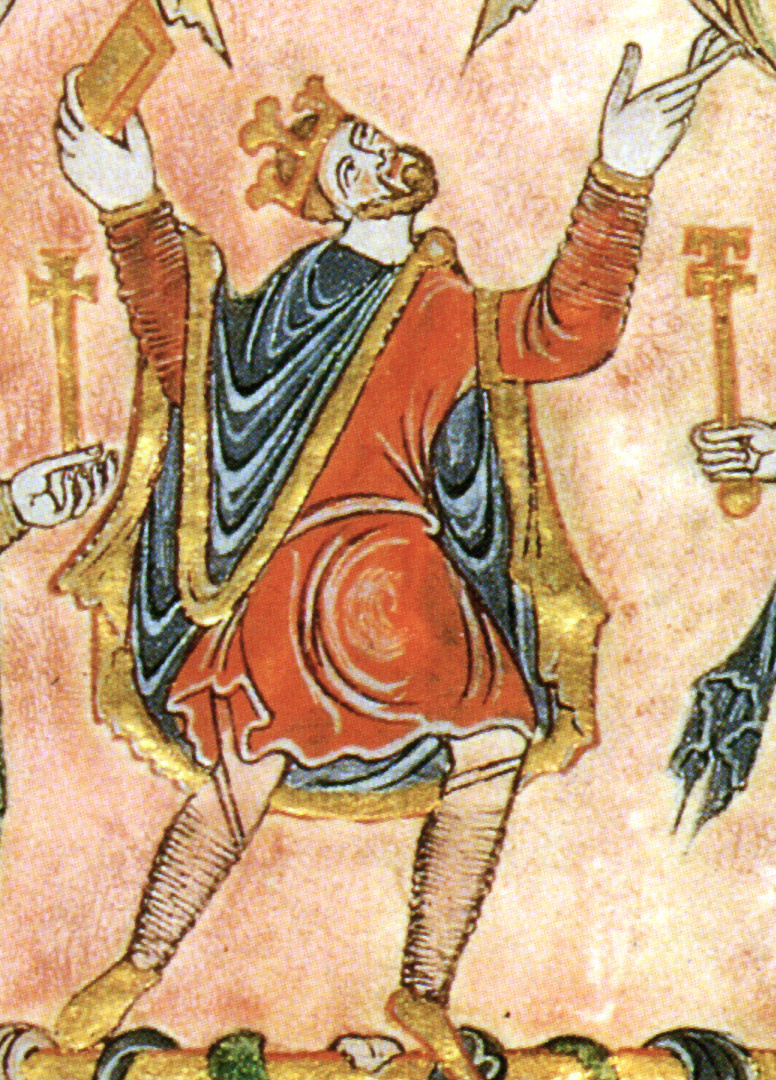
Retrato contemporáneo de Edgar el Pacífico en «New Minster Charter», año 966.

Las medias fueron más elaboradas desde el siglo VII al IX, con la moda de los vestidos francos como inspiración. En las tumbas más ricas de este período, se podían encontrar hebillas bajo las rodillas y los tobillos de los restos óseos. Los restos de encaje encontrados cerca de las piernas de los esqueletos en Kent es otro indicio de la influencia franca en la ropa.
El arte de esta época era abundante en ilustraciones de reyes ingleses con ropas largas. El cambio de túnicas más cortas a prendas largas fue probablemente influenciado por la moda europea. Los vestidos eran a menudo holgados, con una variedad de tipos de mangas.

### SiglosXyXI
La piel, que se había utilizado en siglos anteriores para mantener el cuerpo caliente, se estaba haciendo más popular fuera de Inglaterra, donde la piel se convirtió más en una elección de moda como artículo de lujo durante los siglos X y XI.

## Indumentaria militar

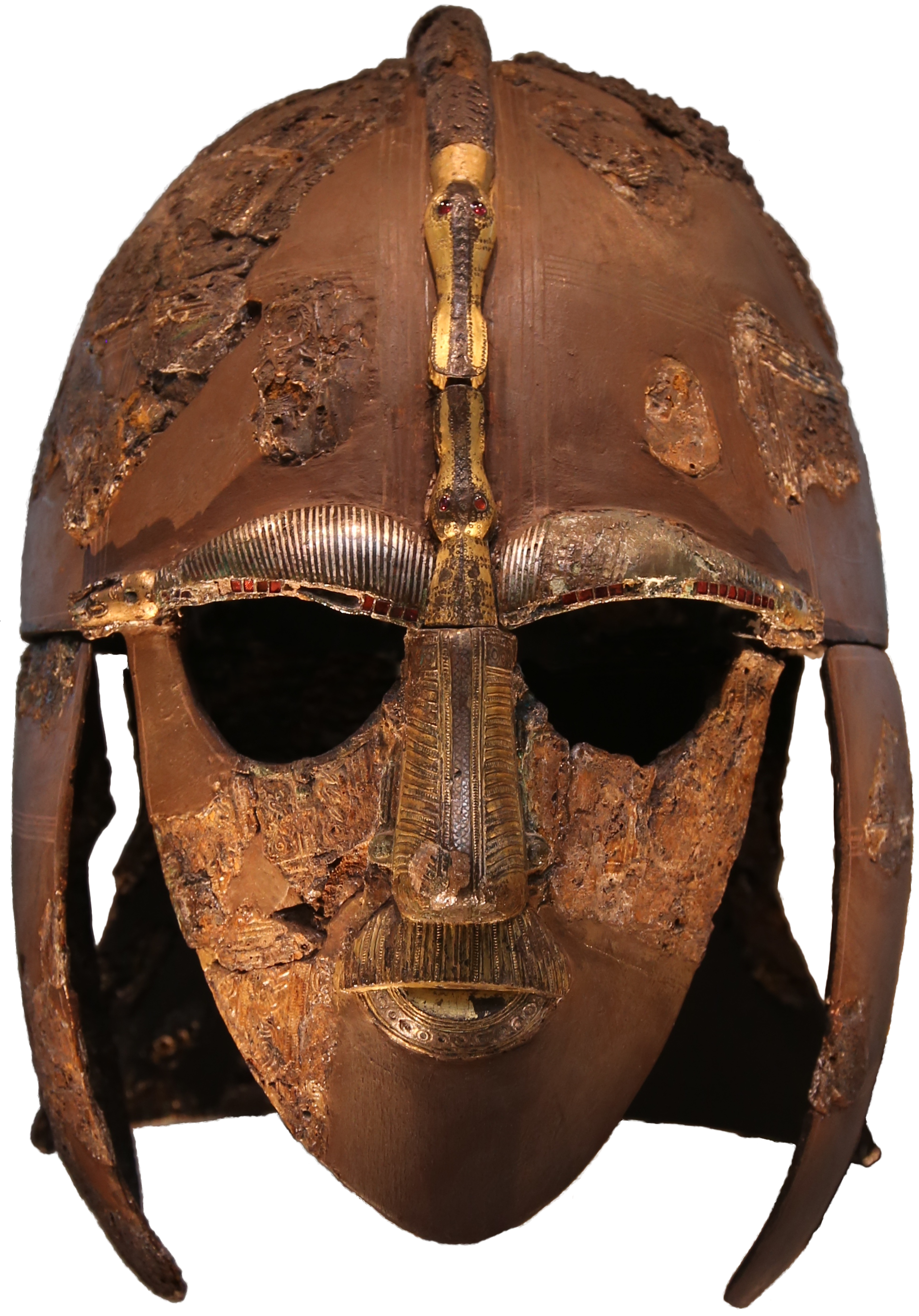
Yelmo anglosajón del, encontrado enSutton Hoo.

La historiadora Gale Owen-Crocker, en su libro Dress in Anglo-Saxon England escribe:

A pesar de las alusiones a los «mailcoats» en la poesía épica del período anglosajón, la ausencia general de pruebas arqueológicas de ellos, incluso en las tumbas equipadas con armas finas, sugiere que, al menos en los primeros siglos de la era anglosajona, eran un lujo raro, y no era raro luchar sin ropa protectora; en el cofre de Auzon algunos soldados porta lanzas no están equipados con armadura.

Los hallazgos de entierros del siglo IV o principios del V en Oxfordshire —antes de la migración anglosajona— han encontrado pruebas de que los líderes militares de esa época llevaban cinturones elaborados, anchos y sujetos por «una correa estrecha que estaba remachada al cinturón ancho y pasaba a través de una hebilla mucho más estrecha que el propio cinturón, dejando el extremo del del mismo colgando hacia abajo; unidas al cinturón había bolsas que permitían a los soldados llevar sus armas».

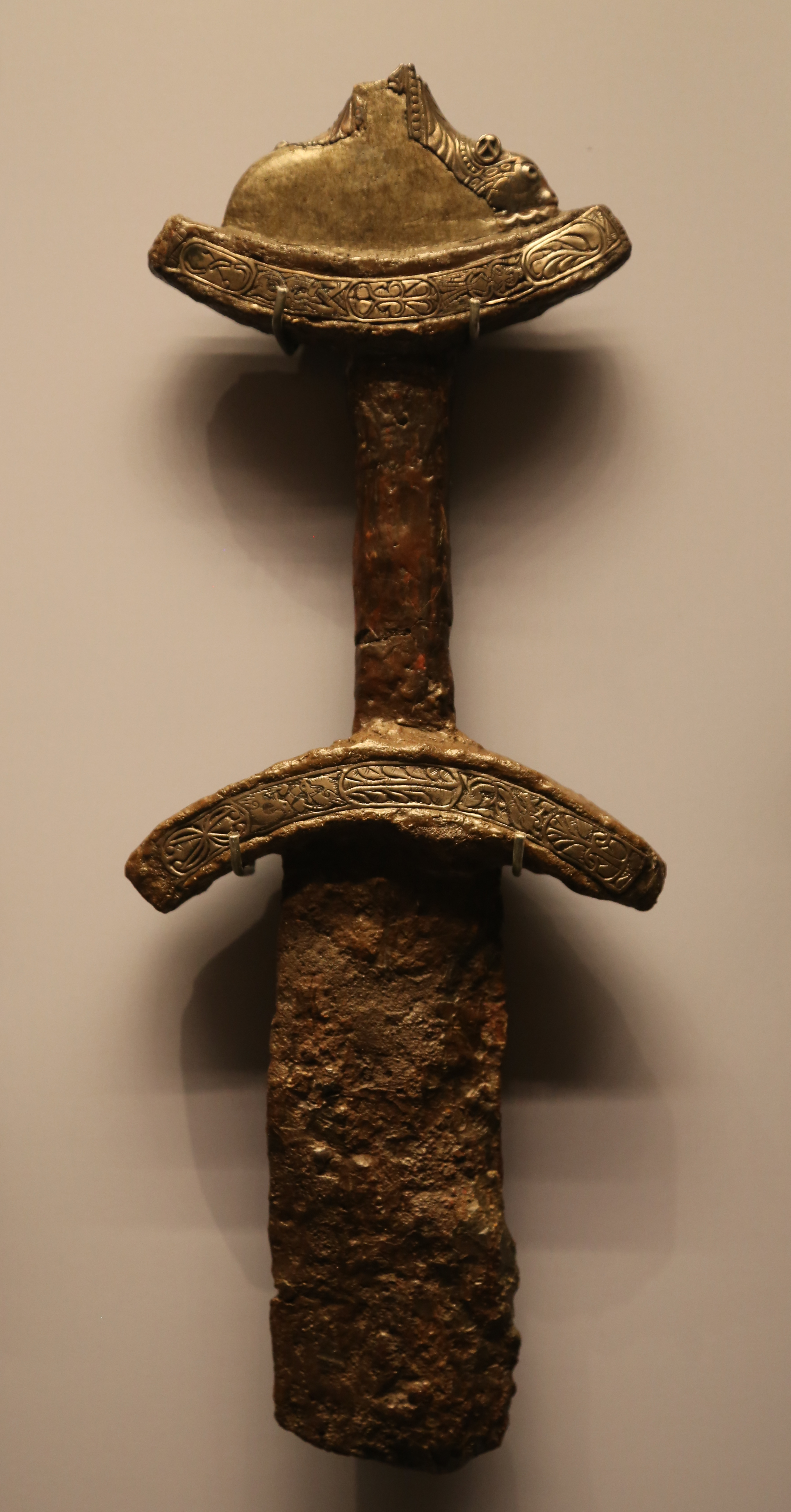
La espada de Abingdon, era anglosajona tardía.

Las excavaciones arqueológicas de los años 1990 descubrieron tres tumbas masculinas del siglo VII, cada una con bandas tejidas en forma de tabletas. Los restos de ropa parecían ser parte de una de una chaqueta. Los artefactos funerarios fueron analizados y luego interpretados como los bordes frontales de una chaqueta de combate envolvente, como se ve en los paneles del casco de Sutton Hoo y en otras obras de arte del siglo VII. Los historiadores creen que los soldados anglosajones llevaban abrigos envolventes hasta la rodilla decorados como cotas de malla con mangas que se estrechaban en las muñecas. La chaqueta o parte superior se adornaba con «bandas tejidas estampadas en forma de tablilla cosidas en la abertura delantera y quizás también al dobladillo y los puños... La mayor parte del material comparativo sugiere que la chaqueta se usaba normalmente sobre los pantalones». En los siglos IX y X, la indumentaria militar no difería mucho de la civil. Los únicos cambios fueron en la forma de túnicas de lino cortas con cuellos metálicos y la adición de una espada, lanza, escudo y casco. Las armas y los accesorios de ropa que se usaban en el campo de batalla estaban altamente decorados con técnicas de joyería, como se ve en los descubrimientos en Sutton Hoo y en el tesoro de Staffordshire; el concepto de ropa de desfile no existía para los anglosajones.

## Indumentaria y religión
El historiador y escritor de indumentaria del siglo XIX, James Planché, creía que el clero de los siglos IX y X se vestía de manera similar a los laicos, excepto cuando oficiaba la misa. A partir de finales del siglo VIII, se prohibió al clero llevar colores brillantes o telas caras o valiosas. También afirmó que el clero usaba medias de lino.
El clero del siglo XI mostraba la cabeza rapada y llevaba sombreros que, según Planché, «se hundían ligeramente en el centro, con los adornos colgantes de la mitra pegados a los lados». Otras prendas de vestir eran la casulla, la vestimenta litúrgica más externa, que conservaba su forma, y la dalmática, una vestimenta similar a una túnica con grandes mangas en forma de campana, que tendía a ser arqueada en los lados. El báculo pastoral era generalmente de color y con ornamento claro.

## Confección de ropa

### Materias primas

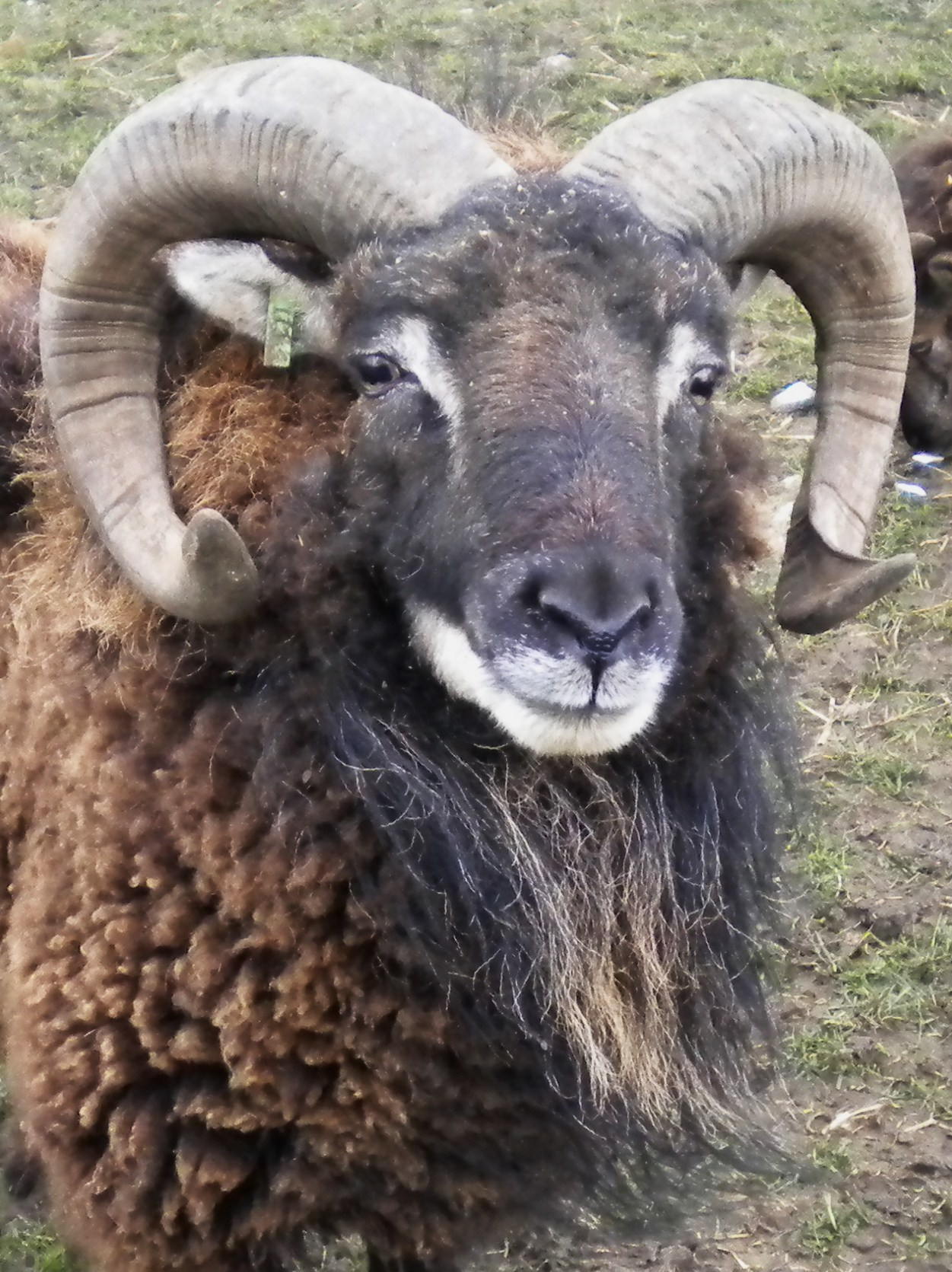
Carnero Soay.

Entre los siglos V y XI, las materias primas disponibles para crear tejidos eran la lana de oveja, el lino y la seda importada. La lana se producía a partir de diversas razas de ovejas, entre ellas las primitivas ovejas marrones —antepasados de la raza oveja de Soay—, las ovejas blancas traídas por los romanos a Britania y las ovejas de cara negra que se introdujeron durante las invasiones vikingas. Las prendas de vestir hechas de lana de oveja, estarían disponibles en una selección de variaciones de color desde el blanco hasta el marrón y el negro. La seda no se producía en Inglaterra, sino que se importaba como ropa acabada, pedazos de tela o en hilos de costura/bordado.

### Confección
En los siglos V y VI, las mujeres eran las fabricantes de la ropa anglosajona, tejiendo en los telares de sus casas. Alrededor del 70% del año de una mujer se dedicaba a hacer tejidos. Entre los siglos VII y IX, las comunidades anglosajonas cambiaron lentamente de pequeñas aldeas a pueblos más grandes y a grandes haciendas. Los talleres especializados en las grandes haciendas se encargaron de la fabricación de textiles y ropa para los residentes de la hacienda. En los siglos X y XI, el crecimiento de los centros urbanos alrededor de Inglaterra cambió la variedad y cantidad de materiales, ropa y accesorios a los que la gente tenía acceso y la forma en que se fabricaban la ropa y los accesorios.
Las pruebas de teñido de los restos textiles de las tumbas anglosajonas han revelado que las prendas de vestir no se teñían en la época anglosajona, excepto las bandas tejidas en forma de tabletas que ribeteaban las prendas de las mujeres. Esto podría significar que el pigmento artificial nunca estuvo presente o que el color de la ropa se ha perdido con el tiempo debido al deterioro. Es probable que las prendas no se lavaran a menudo. El lavado desvanecería cualquier colorante artificial que se hubiera usado, y el lavado disminuiría las cualidades naturales de resistencia a la intemperie de la lana. El análisis de los fragmentos textiles de los artefactos funerarios ha indicado la ausencia de fieltro, lo que demuestra la falta de lavados frecuentes.

## Joyas anglosajonas
La ropa de hombres y mujeres se sujetaba con broches, hebillas, cierres y alfileres. Las joyas podían ser creadas con una gran variedad de metales, incluyendo hierro, aleación de cobre (bronce), plata u oro, o una combinación de metales. Los metales preciosos se obtenían fundiendo objetos metálicos más antiguos, como las monedas romanas. Muchos broches y hebillas se decoraban con técnicas como la fundición, el grabado y la incrustación.

### Moda de la joyería

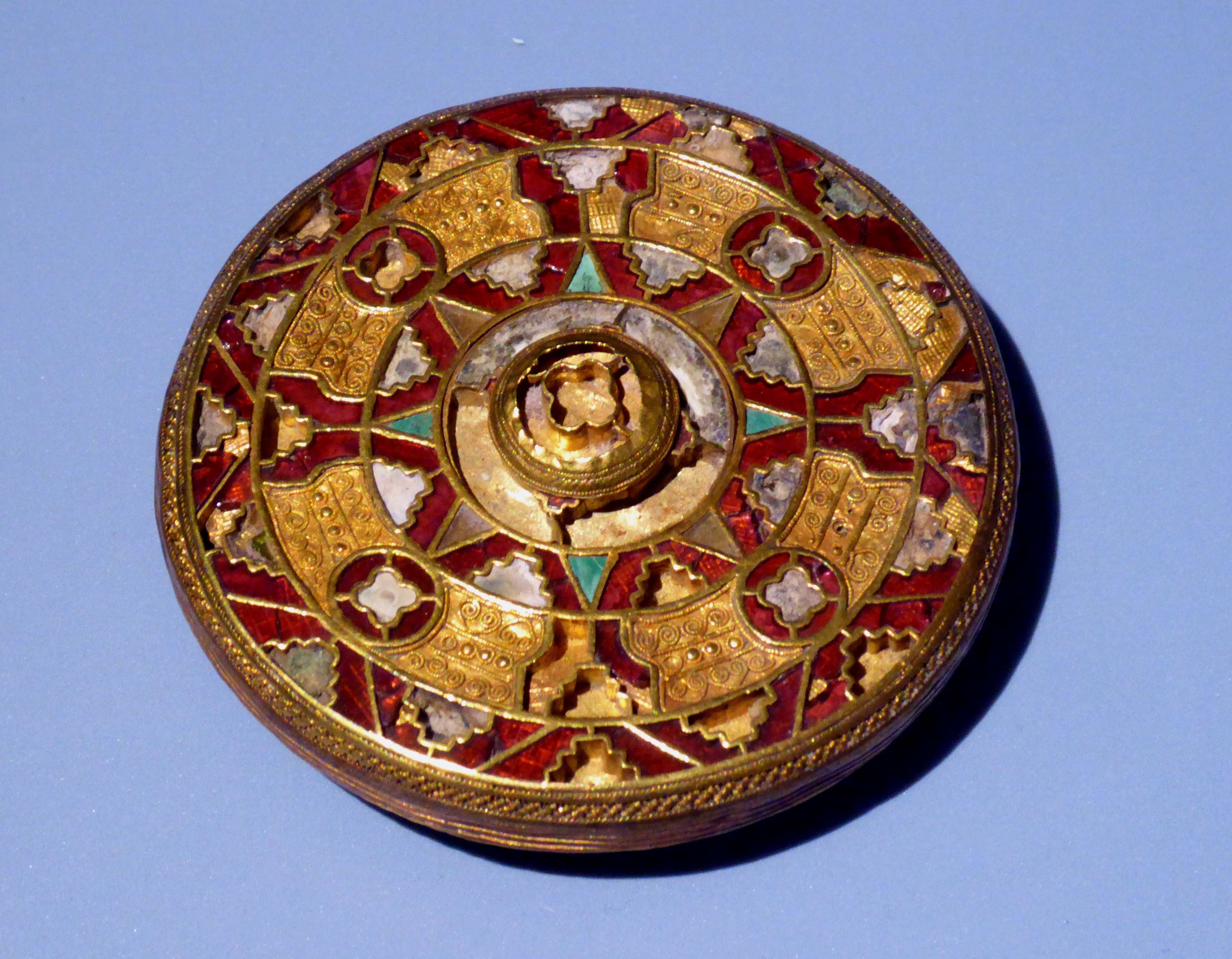
Broche de disco del.

Los cambios en la moda de la joyería femenina ocurrieron frecuentemente en la era anglosajona. En el siglo VI el reino de Kent, por ejemplo, los broches de disco en una sola joya, estuvieron de moda hasta finales del siglo VI, cuando se pusieron de moda los broches de plato más elaborados con cloisonné granate y cristal. Esta tendencia de moda fue seguida por los opulentos broches de joyería compuesta que desaparecieron a mediados del siglo VII. Los alfileres de vestir comenzaron a aparecer a principios del siglo VII. Los colgantes también se pusieron de moda en esta época, junto con los collares, típicamente creados con anillos de alambre de plata y cuentas de vidrio de color.

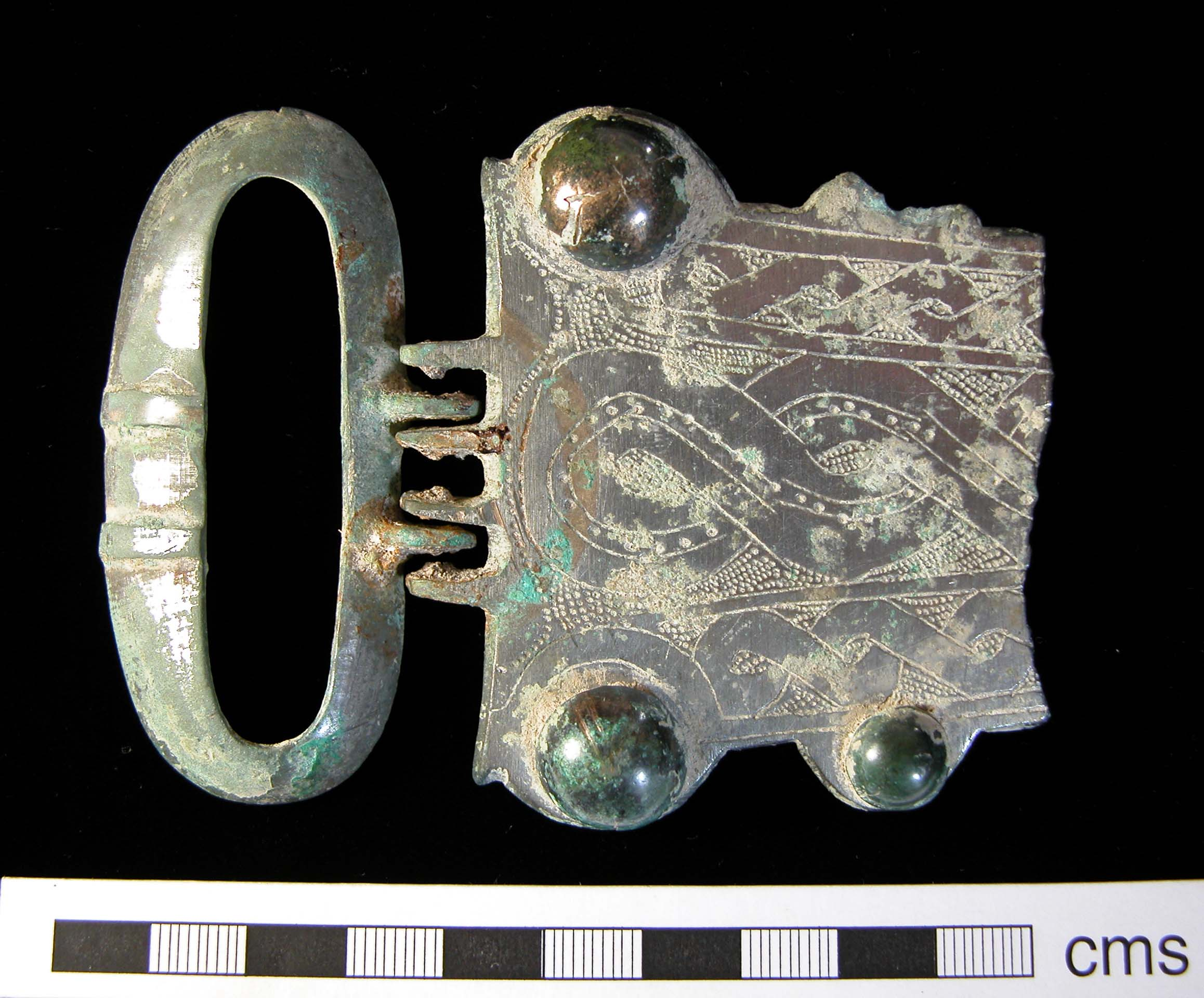
Hebilla del con placa triangular.

En las tumbas masculinas, los conjuntos de cinturones con placas triangulares inspiradas en la moda franca aparecieron a finales del siglo VI y abarcaron la primera mitad del siglo VII. Más tarde en el siglo VII, las hebillas pequeñas con placas rectangulares se vuelven típicas.
Los anillos de dedo se empezaron a usar a principios de la era anglosajona, pero declinaron en popularidad en los siglos VII y VIII, y se pusieron de moda de nuevo en el siglo IX. A finales del siglo VII, los broches circulares aumentaron su popularidad sobre los broches largos, y los broches anulares y de disco empezaron a aparecer en las tumbas. Los broches circulares del siglo VIII se encuentran raramente, sin embargo se han encontrado muchos ejemplos de los siglos IX al XI.

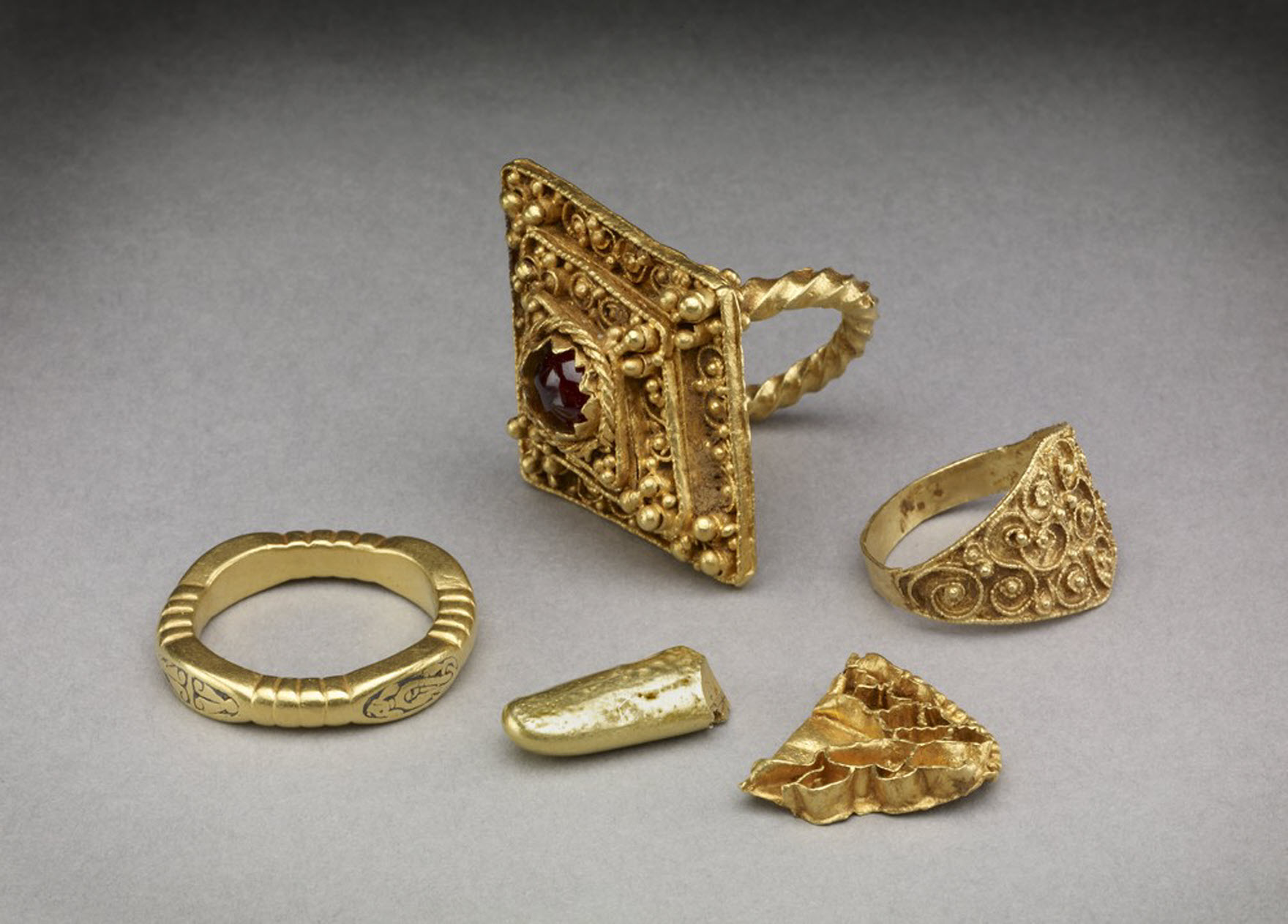
Anillos anglosajones, del siglo al.

Los broches que se asemejan a los modernos alfileres aparecieron en el siglo VII. Los rectos siguen siguieron siendo populares en el siglo VII, y a veces estaban hechos de oro y plata. Las guirnaldas de cuentas, que decoraban la ropa de las mujeres en los siglos V y VI, se desvanecieron en el siglo VII.
El cambio más notable en la moda de la joyería en los siglos VII y VIII fue el uso de colgantes de collar. Estos colgantes se inspiraron en una combinación de arte franco, bizantino y romano. Los colgantes rectos siguieron siendo populares en los siglos X y XI. Se consideraron artículos funcionales durante este período de tiempo y se produjeron en masa. Los anillos para los dedos fueron populares.

### Producción de joyería

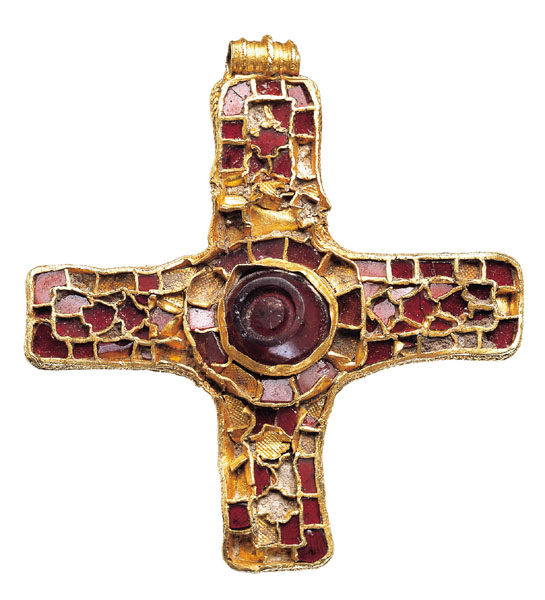
Cruz pectoral de oro anglosajona.

A principios de la era anglosajona, las joyas fueron creadas por artesanos itinerantes que se desplazaban de pueblo en pueblo. Entre los siglos VII y IX, las comunidades anglosajonas pasaron lentamente de pequeñas aldeas a pueblos cada vez más grandes y a grandes propiedades. En las grandes haciendas, talleres especializados se encargaron de la fabricación de joyas y trabajos en metal para los residentes de la hacienda. En los siglos X y XI, el crecimiento de los centros urbanos en toda Inglaterra cambió la variedad y cantidad de joyas puestas a disposición de los anglosajones y los métodos de producción de las mismas.